# A Házsongárdi temető nevezetes halottainak listája
Ezen a lapon a Házsongárdi temető nevezetes halottainak listája található családi név szerinti betűrendben, születési és halálozási évvel.
| Ábécé szerinti tartalomjegyzék                                                                           |
| --- |
| A, Á B C Cs D Dz Dzs E, É F G Gy H I, Í J K L Ly M N Ny O, Ó Ö, Ő P Q R S Sz T Ty U, Ú Ü, Ű V W X Y Z Zs |

## A, Á

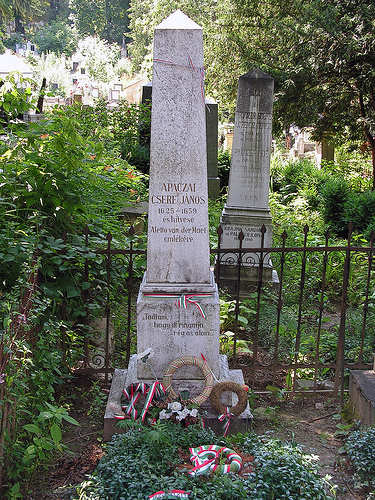
Apáczai Csere János

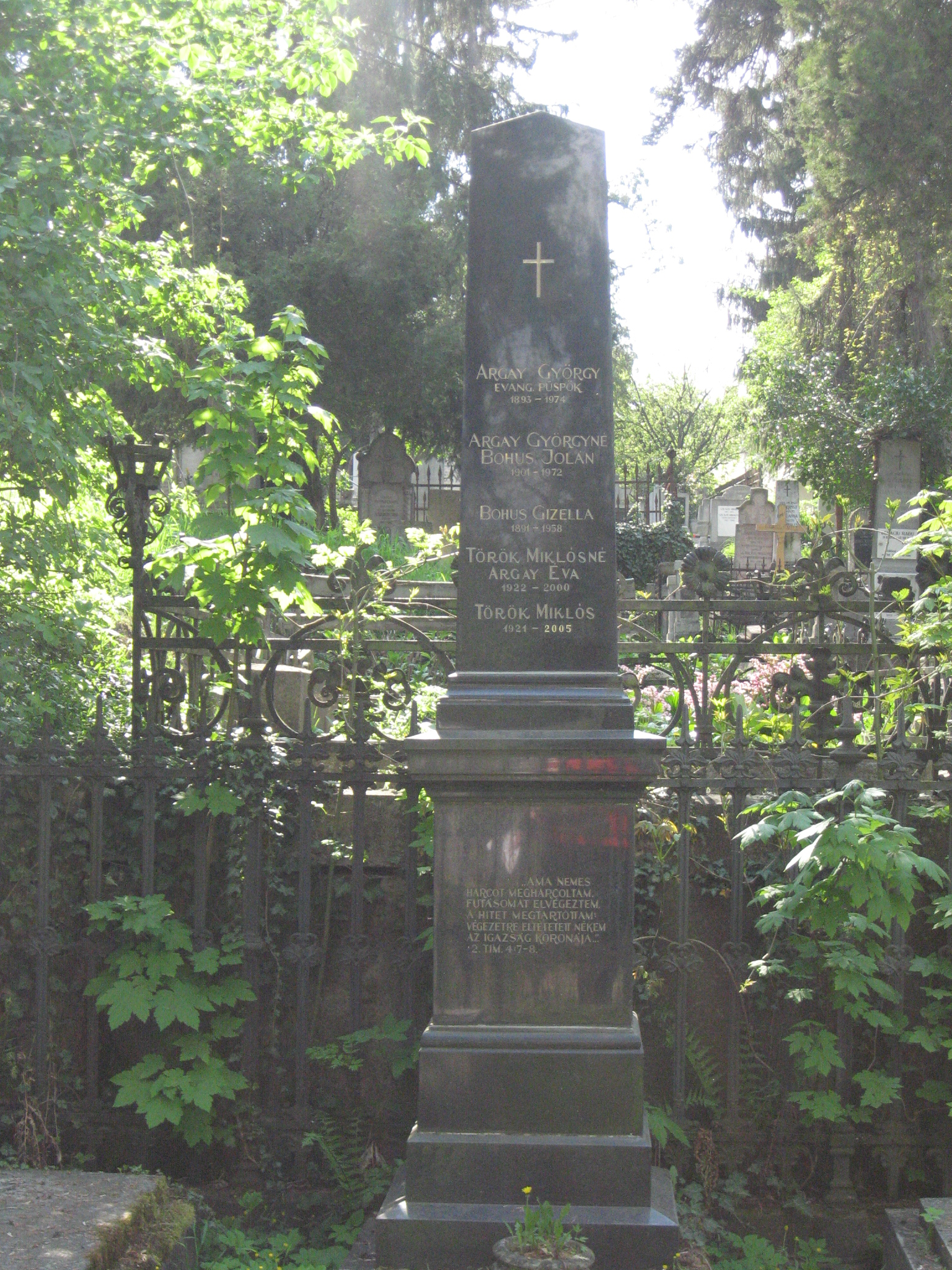
Argay György

- Abodi Nagy Béla (1918–2012) festő, egyetemi tanár[1]
- Ács Ferenc (1876–1949) festőművész[2][3]
- Ádám Zsigmond (1913–1994) pedagógus, nyelvész, költő, műfordító[4]
- Adorján Jenő (1886–1956) nyelvtanár, műfordító[5]
- Ion Agârbiceanu (1882–1963) író[6]
- Albach Géza (1829–1900) Kolozsvár polgármestere 1886–1898 között[7][8]
- Ámon Ottó (1879–1921) hírlapíró[9]
- Andrási Márton (1912–1975) színész[10][8]
- Andrásofszky Tibor (1914–1978) idegsebész, szakíró[11][12]
- Teodor Angheluță (1882–1964) matematikus[13]
- Antal Árpád (1925–2010) irodalomtörténész[14]
- Antal Dániel (1901–1972) mezőgazdasági akadémiai tanár[15]
- Apáczai Csere János (1625–1659) pedagógus, író és felesége, Aletta van der Maet[16]
- Argay György (1893–1974) evangélikus püspök[17]
- Asztalos István (1909–1960) író[18]
- Asztalos Pál (1816 k.–1849) képviselő, kormánybiztos[19]
- Asztalos Sándor (1908–1981) jogász, jogi szakíró[20]

## B

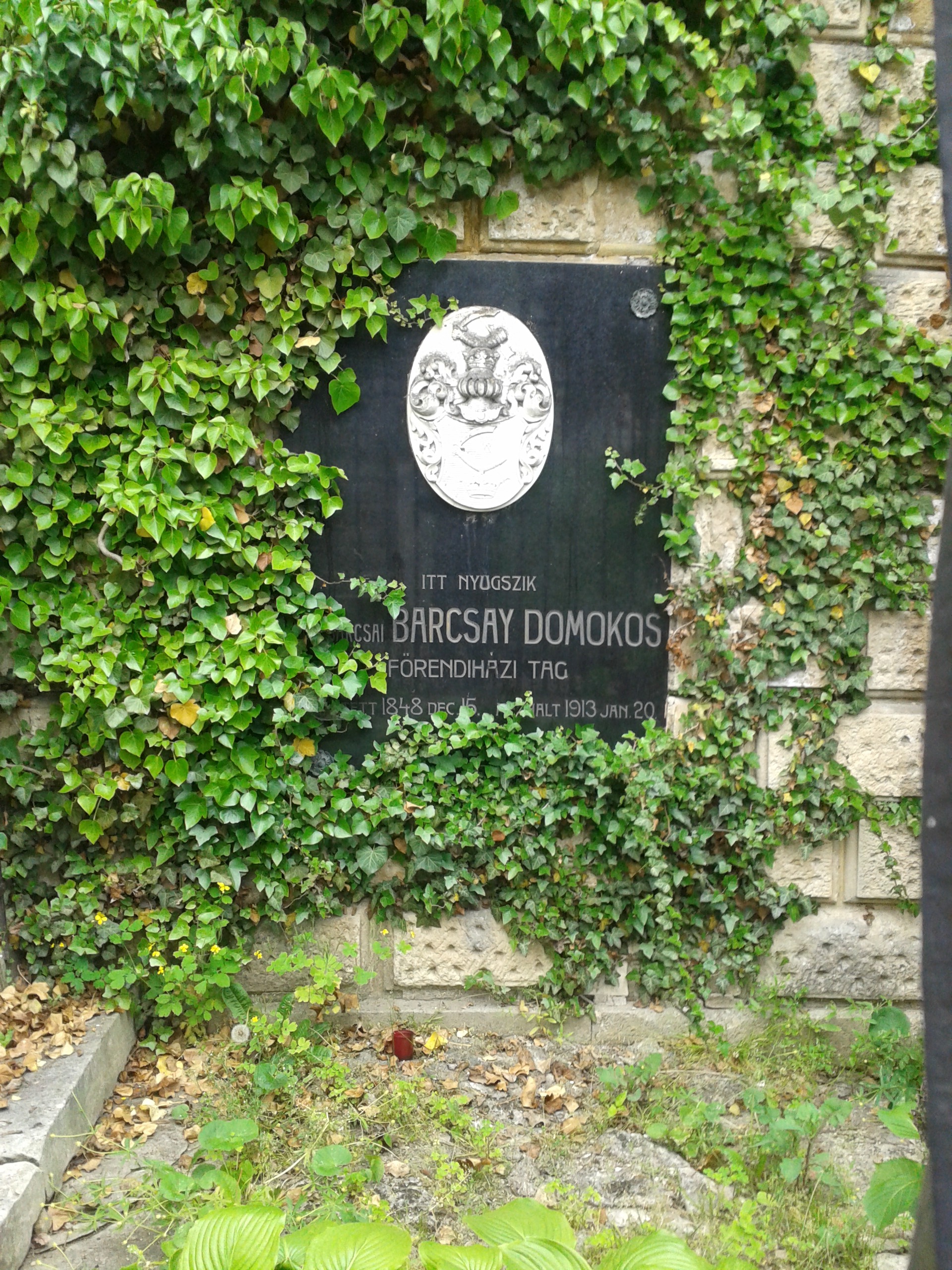
Barcsay Domokos

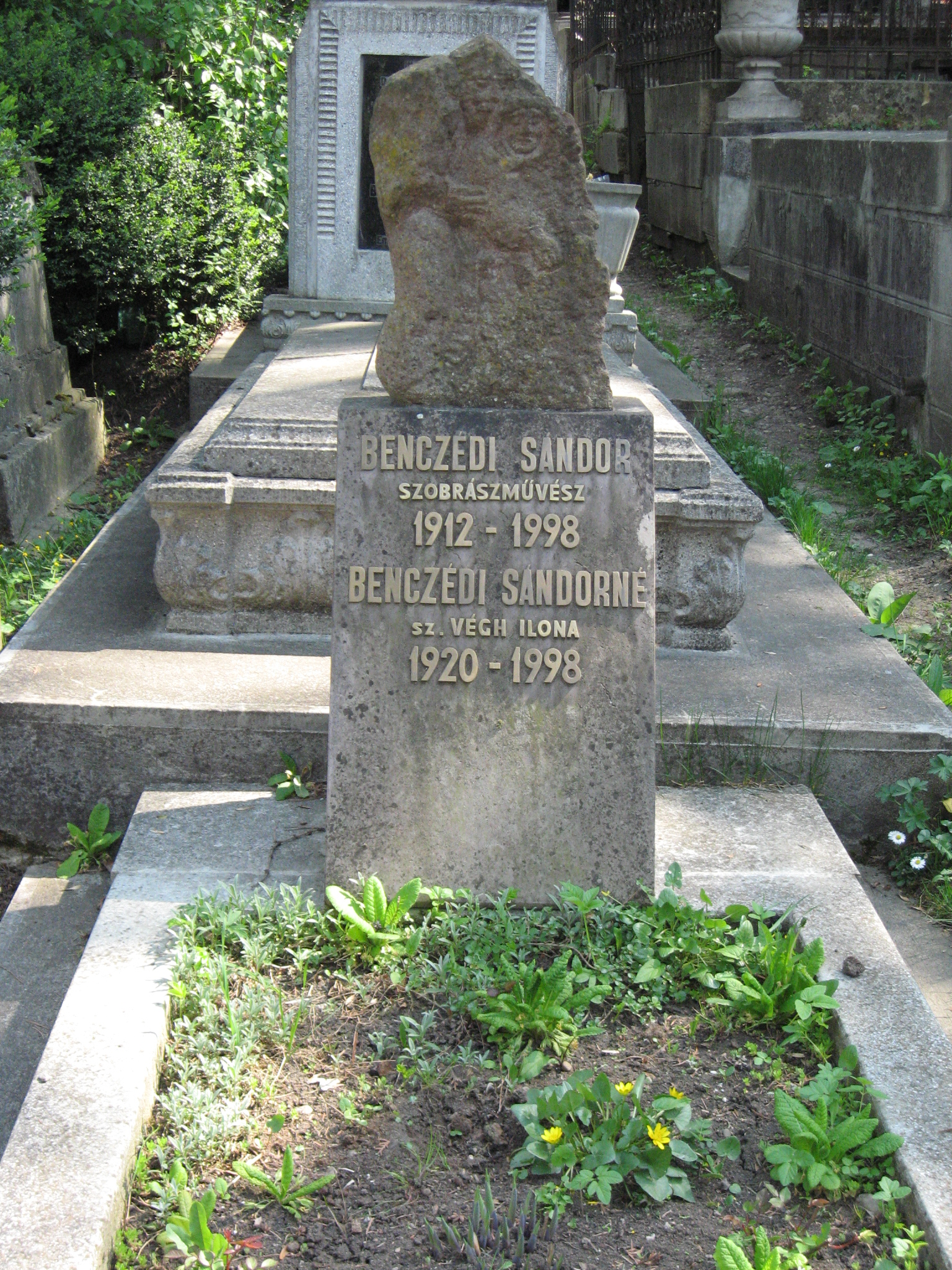
Id. Benczédi Sándor

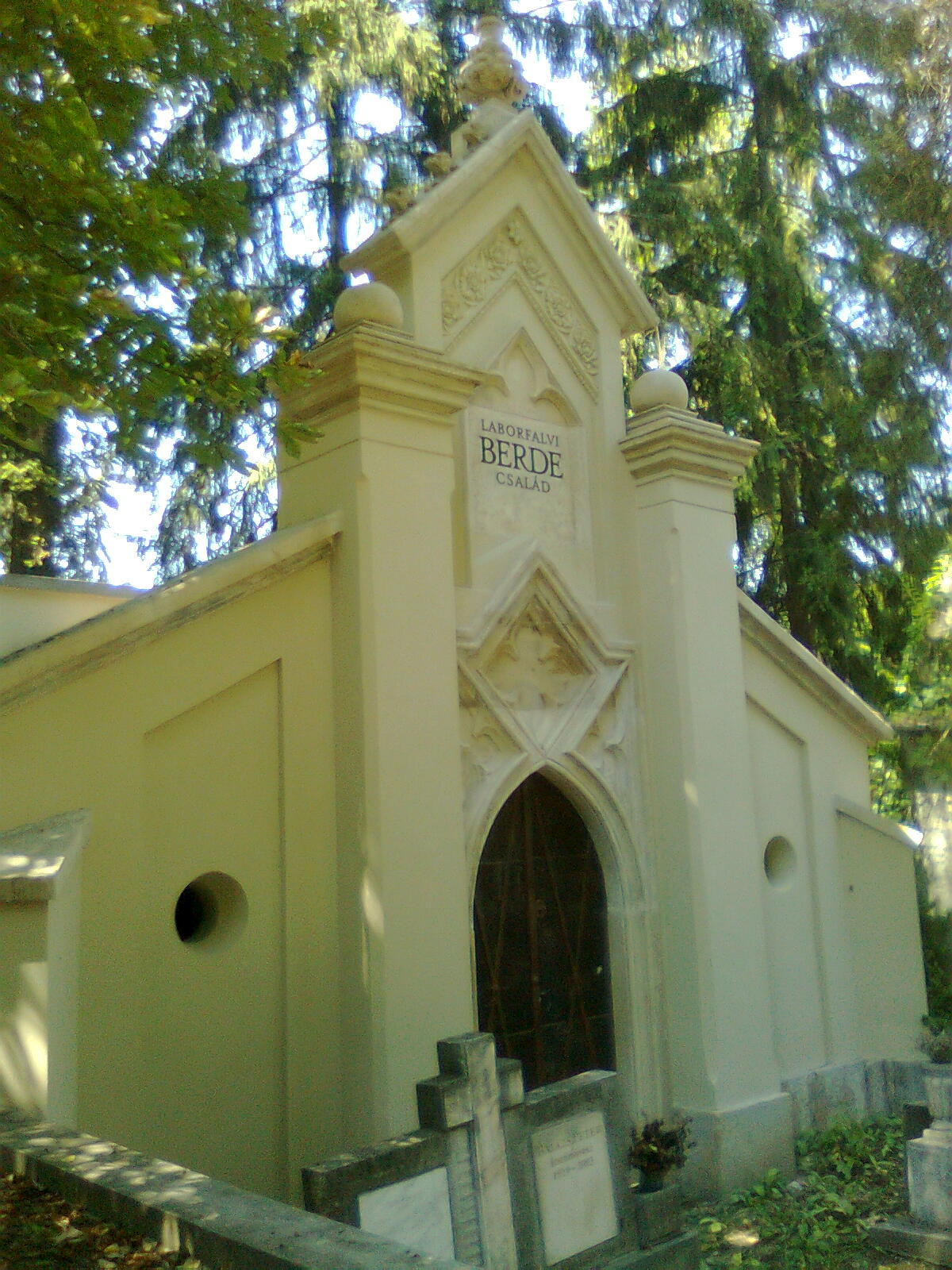
Berde Áron

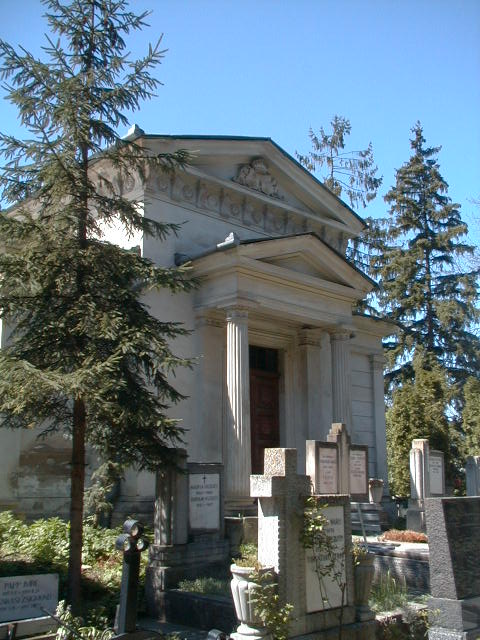
Bethlen-kripta

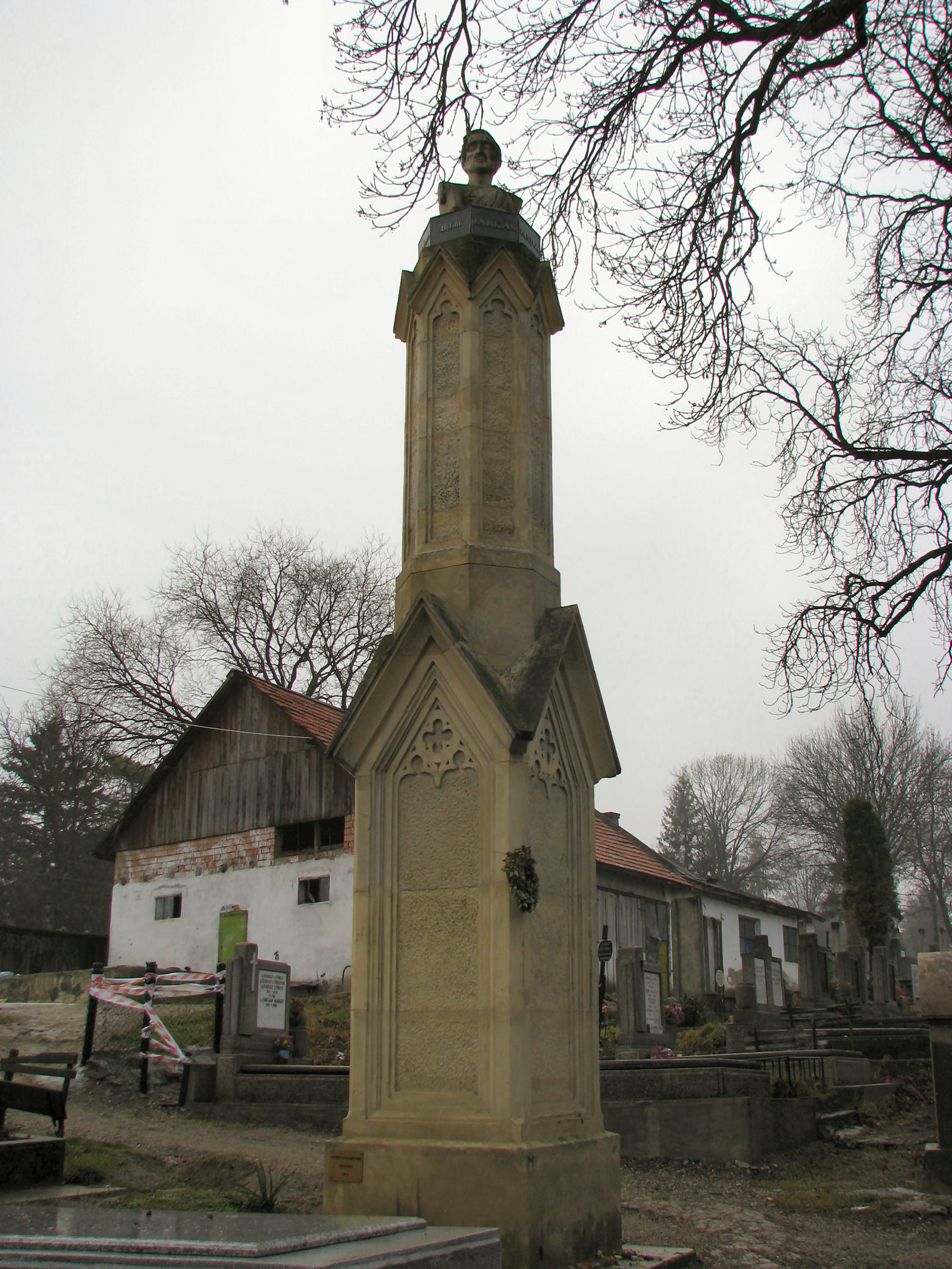
Bölöni Farkas Sándor

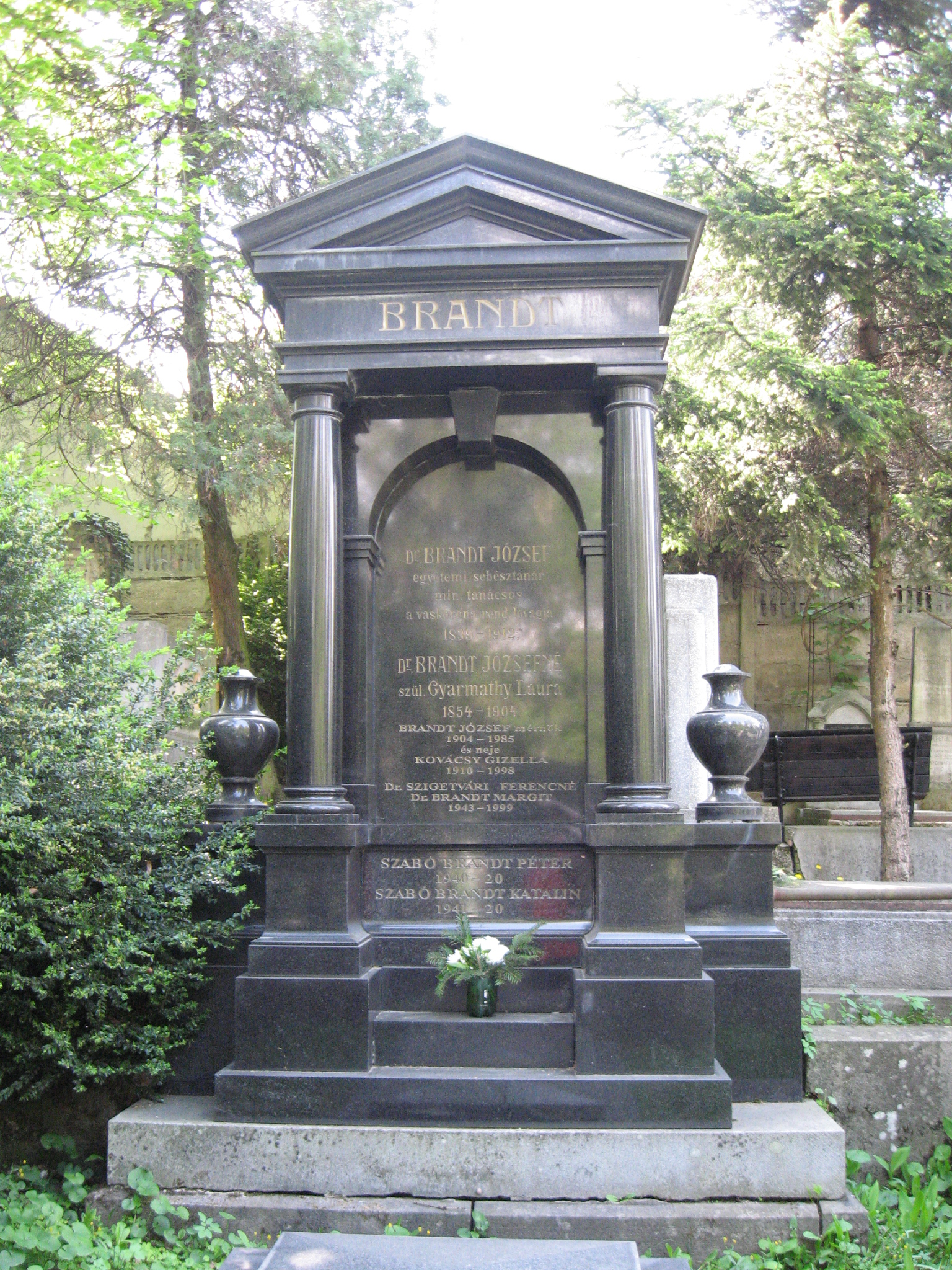
Brandt József

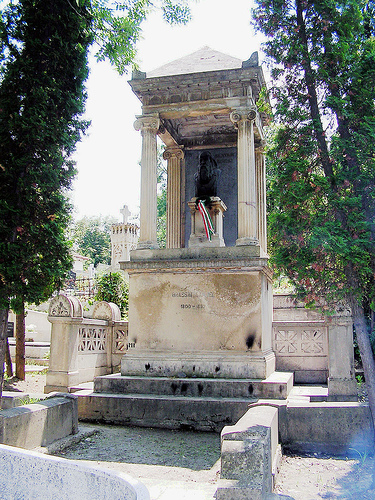
Brassai Sámuel

- Bácsi István (?–1643) főbíró[21]
- Bágyuj Lajos (1920–1985) műemlék-restaurátor[22]
- Bajor Andor (1927–1991) író[23]
- Bakó Béla (1913–1990) pedagógus[24]
- Balaskó Nándor (1918–1996) szobrász[25]
- Balázs János (1907–1989) nyelvész[14]
- Balázs László (1927–1990) nyelvész[26]
- Balázs Márton (1929–2016) matematikus, egyetemi tanár[27]
- Balló Áron (1967–2006) újságíró[28]
- Balogh Artúr (1866–1951) jogászprofesszor[18]
- Balogh Dezső (1930–1999) nyelvész[14]
- Balogh Edgár (1906–1996) újságíró, egyetemi tanár[29]
- Balogh Endre (1881–1925) író[30][2]
- Balogh Ernő (1882–1966) mineralógus, barlangkutató[31][32]
- Báró Bánffy Béla (1831–1888) a képviselőház alelnöke[33]
- Báró Bánffy Ernő (1850–1916) az Erdélyi Gazdasági Egyesület elnöke[34]
- Gróf Bánffy György (1746–1822) Erdély főkormányzója[35]
- Gróf Bánffy György (1845–1929) képviselő, főrendiházi tag[36]
- Báró Bánffy György (1853–1889) országgyűlési képviselő, nótaszerző[37]
- Gróf Bánffy Miklós (1801–1894) főpohárnok, Alsó-Fehér vármegye főispánja[36]
- Gróf Bánffy Miklós (1873–1950) író, grafikus, politikus[38]
- Barabás Ábel (1877–1915) irodalomtörténész, tanár, eszperantista[39]
- Baráth Béla (1893–1977), a Batthyányeum igazgatója[7]
- Barcsay Domokos (1848–1913) főrendiházi tag, író[40]
- Barra Gábor (1801–1837) nyomdász, könyvkereskedő[41]
- Barra Imre (1799–1854) orvos[42][39]
- Bartalis János (1893–1976) költő[43][44]
- Bartha Sándor (1908–1992) főgimnáziumi tanár, természettudományi író, népművelő[45]
- Bartók György (1845–1907) református püspök[23]
- Bege Antal (1962–2012) matematikus[46]
- Békési Ágnes (1927–1970) műfordító, szerkesztő[47]
- Augustin Bena (1880–1962) zeneszerző[40]
- Id. Benczédi Sándor (1912–1998) szobrász[48]
- Bene József (1903–1986) festőművész[49]
- Benedek Kálmán (1912–1993) orgonaművész[50]
- Beness Ilona (1889–1971) színésznő[51]
- Benke Sándor (1922–1992) közgazdász[25]
- Berde Amál (1886–1976) festőművész[52]
- Berde Áron (1819–1892) jogász[17][32]
- Berde Mária (1889–1949) író, költő[52]
- Berde Mózes (1815–1893)  1848-as országgyűlési képviselő, erdélyi kormánybiztos[53]
- Bereck György (1668–1720) orvos[54]
- Berényi Ádám (1922–1993) közgazdász[50]
- Gróf Bethlen Béla (1888–1979) erdélyi kormánybiztos[55]
- Gróf Bethlen Gergely (1812–1867) tábornok[56]
- Gróf Bethlen György (1888–1968), az Országos Magyar Párt elnöke[6]
- Gaetano Biasini (1790–1847) vívómester, vállalkozó, valamint fiai, Biasini Domokos (1821–1895) nagykereskedő és Biasini Sándor (1836–1915) kereskedő[57]
- Biasini Mari (1866–1917) festőművész[58]
- Bilinszky Lajos (1868–1940) pápai prelátus, a nagyszebeni katolikus tanítóképző igazgatója[59]
- Bíró Lajos (1908–1974) büntetőjogász[60]
- Bíró Vencel (1885–1962) történész[61]
- Birtalan Ákos (1962–2011) politikus, egyetemi oktató, turisztikai miniszter.[62]
- Blédy Géza (1908–1962) nyelvész[63]
- Bodor András (1915–1999) történész[64]
- Bodor Pál (1773–1828) pomológus[11][57]
- Bodor Péter (1788–1849) ezermester[65]
- Eta Boeriu (1923–1984) költő, műfordító[66]
- Vasile Bogrea (1881–1926) klasszika-filológus[67]
- Boncidai Gergely (?–1600) ötvösmester, főbíró[68][5]
- Romulus Boilă (1881–1946) alkotmányjogász[69]
- Boros György (1985–1941) unitárius püspök[70]
- Boros István (1911–1976) operaénekes[52]
- Lucian Valeriu Bologa orvostörténész (1892–1971)[71]
- Bölöni Farkas Sándor (1795–1842) író, utazó[72]
- Smaranda Brăescu (1897–1948) az első román női ejtőernyős, Európa- és világcsúcstartó[73]
- Brandt József (1838–1912) orvos, egyetemi tanár[11][74]
- Brassai Sámuel (1800–1897) polihisztor[75][76]
- Bretán Endre (1917–1996) operaénekes[25]
- Nicolae Bretan (1887–1968) zeneszerző, operaénekes, karmester[67]
- Bretter György (1932–1977) író[77][78]
- Brósz Irma (1911–1976) festőművész[63]
- Brüll Emánuel (1884–1951) nyelvművelő, könyvtáros[12]
- Bubeliny Samu (1894–1930) építész[52]
- Laurențiu Buda (1931–1992) festőművész[66]

## C
- Aurel Ciupe (1900–1988) festő[79]
- Alexandru Ciura (1878–1916) író, irodalomtörténész[18]
- Emil Cornea (1898–1969) festőművész[80]

## Cs

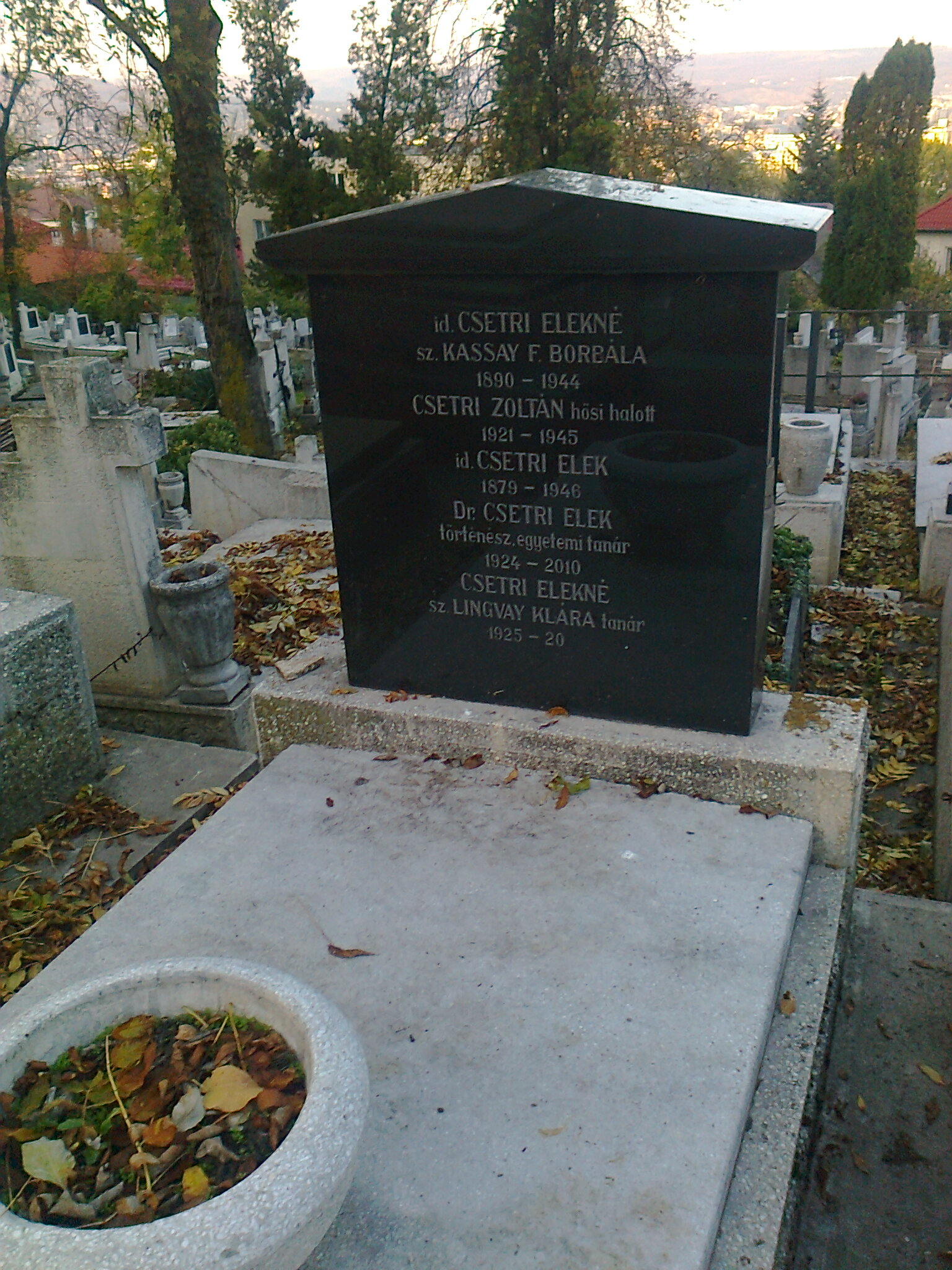
Csetri Elek

- Csanádi Pál (1572–1636) unitárius püspök[81][82]
- id. Cseh Gusztáv (1900–1972) grafikus[45]
- ifj. Cseh Gusztáv (1934–1985) grafikus[45]
- Csehi Gyula (1910–1976) irodalomesztéta[83]
- Csendes Zoltán (1924–1959) statisztikus[24]
- Csép Sándor (1938–2013) újságíró, tévészerkesztő[84]
- Cservény Albin (1907–1973) piarista tanár[13]
- Cs. Erdős Tibor (1914–2015) festőművész, grafikus, díszlettervező[85]
- Csetri Elek (1924–2010) történész, az MTA külső tagja
- Csíki Endre (1888–1949) zeneszerző[3]
- Csiszár Sámuel (1792–1852) református lelkész[86]
- Csűrös István (1914–1998) botanikus[32]
- Csűrös-Káptalan Margit (1921–1994) botanikus[50][32]

## D

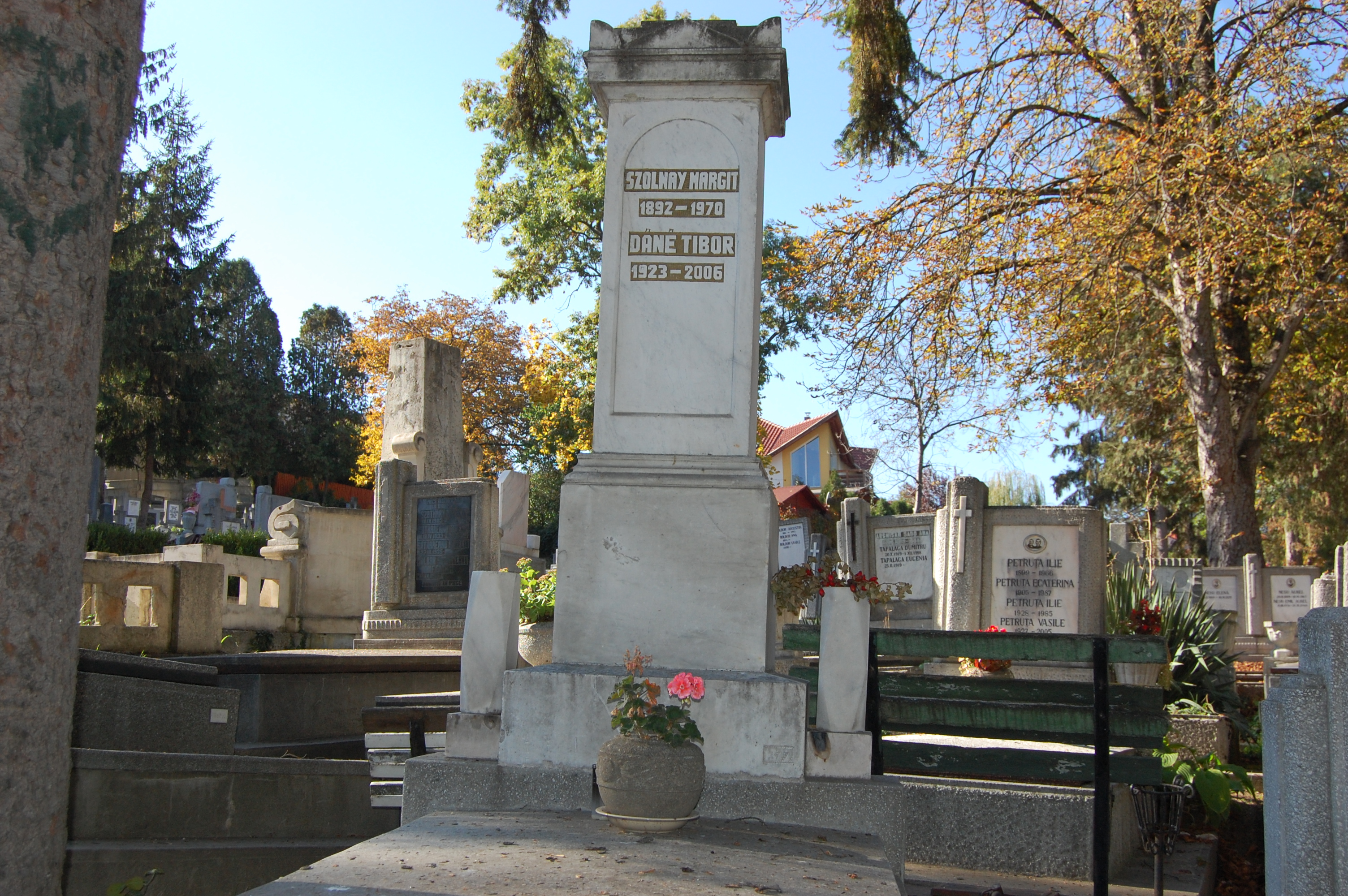
Dáné Tibor

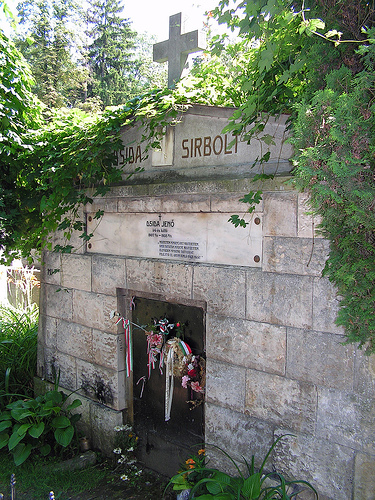
Dsida Jenő

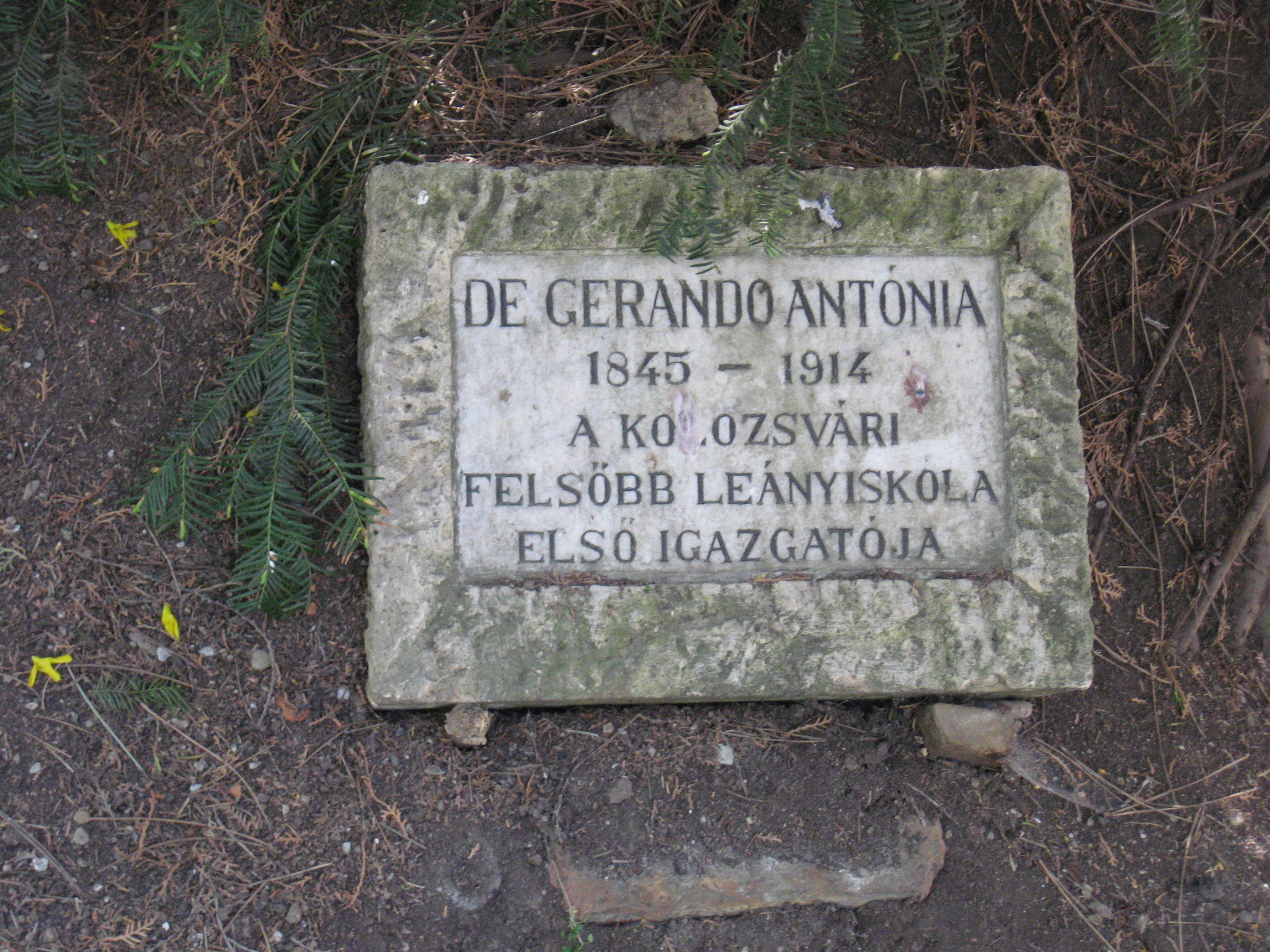
De Gerando Antonina

- Constantin Daicoviciu (1898–1973) történész[87]
- Pavel Dan (1907–1937) író[18]
- Leon Daniello (1898–1970) tüdőgyógyász[18]
- Dankanits Ádám (1932–1977) művelődéstörténész[30]
- Darkó László (1924–1970) festőművész[80]
- Dáné Tibor (1923–2006) író
- Davida Leó (1852–1929) orvos, anatómus[30]
- Deák Nándor (1883–1947) festőművész[88]
- Deák Zsigmond (1841–1923) honvéd ezredes[89]
- Debreczeni Márton (1802–1851) bánya- és kohómérnök[90][91]
- Debreczy Sándor (1907–1978) irodalomtörténész[36]
- De Gerando Antonina (1845–1914) pedagógus, író, a kolozsvári felsőbb leányiskola első igazgatója[90][92]
- Delly-Szabó Géza (1883–1961) zeneszerző[93][3]
- Demény Dezső (1915–1988) pszichológus, szociológus[51]
- Demény Piroska (1917–1994) zenetanár, folklorista[50]
- Denderle József (1911–2002) történész[94]
- Deutsek-Pásztai Géza (1892–1971) jogász, újságíró, politikus[5]
- Gheorghe Dima (1847–1925) zeneszerző[6]
- Dimién Pál (1655–1720) orvos[95][83]
- Diviaczky Rezső (1876–1971) festőművész[96]
- Dózsa Endre (1857–1944) Kolozs vármegye alispánja, regényíró[97]
- Nicolae Drăganu (1884–1939) nyelvész, irodalomtörténész, Kolozsvár polgármestere[67]
- Dsida Jenő (1907–1938) költő[98]

## E, É

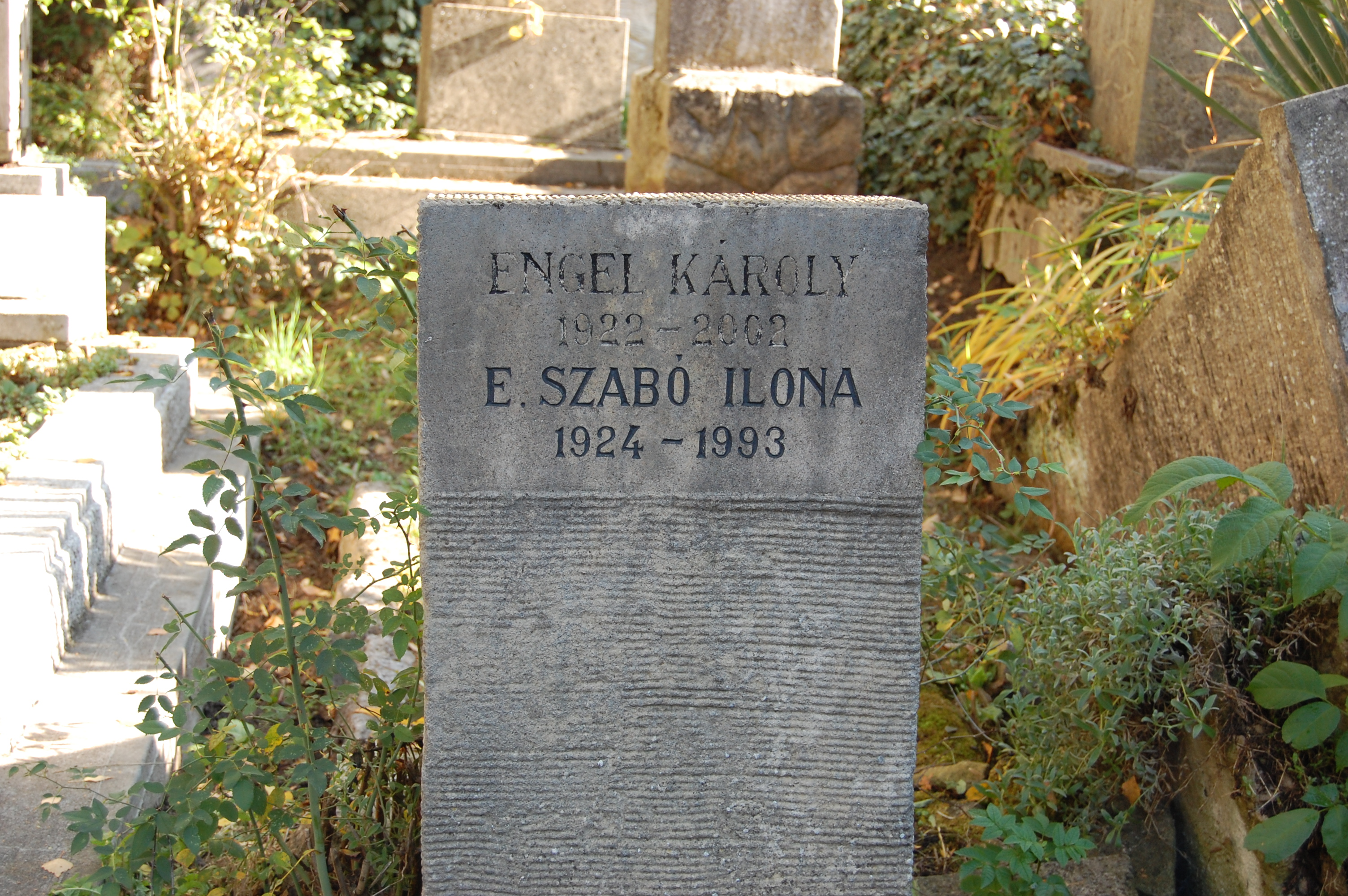
Engel Károly és felesége, E. Szabó Ilona

- Ecsedi Kovács Gyula (1839–1899) színész[7][8]
- Eisler Mátyás (1865–1930) hebraista, Kolozsvár főrabbija[47]
- Éjszaki Károly (1818–1907) mérnök, drámaíró[96]
- Éjszaky Ödön (1875–1944) festő, fényképész[96]
- Elfer Aladár (1876–1944) orvos[99]
- Engel József (1807–1870) orvos[100]
- Engel Károly (1923–2002) műfordító, bibliográfus
- Enyedi György (1555–1597) unitárius püspök[101]
- Enyedi Sámuel (18. század) feltaláló
- Endstrasser Benedek (1847–1903) építész[89]
- Erdélyi Gyula (1909–1978) pedagógus, tankönyvíró[52]
- Erdélyi Károly (1859–1908) irodalomkutató, műfordító[61]
- Erdő János (1913–1996) unitárius püspök[50]
- Gróf Esterházy Kálmán (1830–1916) 1848-as honvéd huszár, Kolozsvár főispánja, valamint felesége, Bethlen Paulina (1833–1925)[34]
- Gróf Esterházy Miguel (1825–1923) 1848-as honvédtiszt[34][2]
- Eszéki István (1642 k.–1708) református lelkész[102][103]

## F

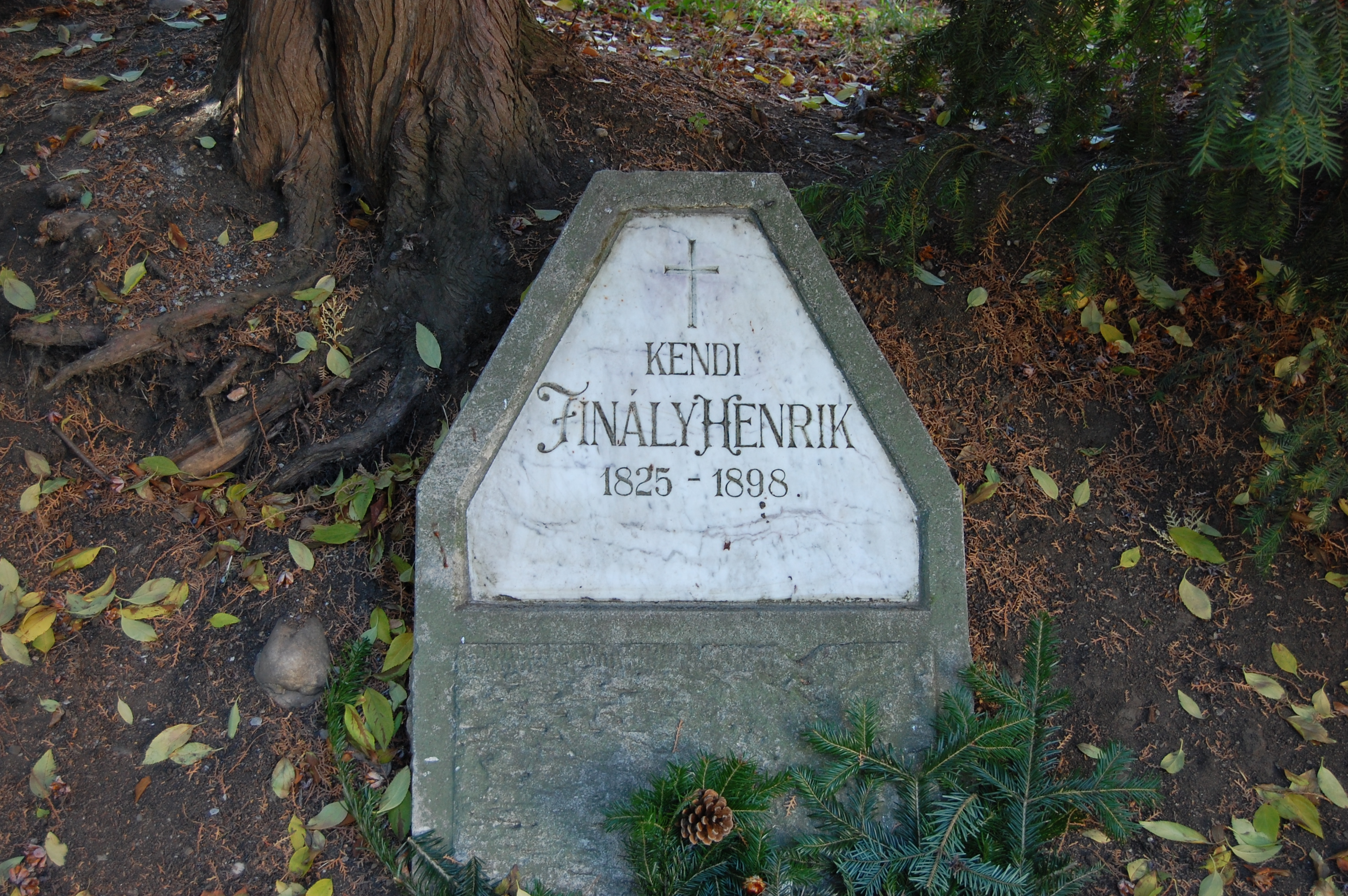
Finály Henrik

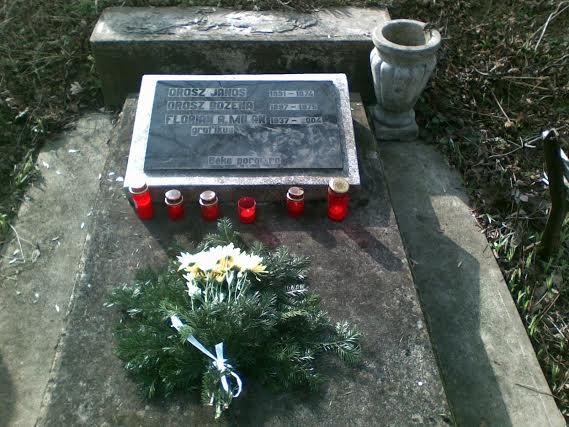
Milan Alexandru Florian

- Faragó József (1922–2004) néprajzkutató, folklorista[14]
- Faragó Pál (1888–1970) mérnök, sakkfeladványszerző olimpiai bajnok[104]
- Farkas Lajos (1841–1921) jogász[105]
- Farkas Ödön (1851–1912) zeneszerző[7]
- Fehérváry Antal (1824–1901) színigazgató[106]
- Feilitzsch Artúr (1859–1925), az Erdélyi Kárpát-egyesület elnöke, a Fejérváry-kormány földművelésügyi minisztere[30]
- Fejér Márton (1812–1865) ügyvéd, 1848-as országgyűlési képviselő[39]
- N. Fekete Gábor (1845–1917) királyi táblai elnök, büntetőjogász[80]
- Felméri Lajos (1840–1894) író, újságíró, filozófia- és pedagógiaprofesszor[107]
- Felszeghy Ödön (1907–1984) biokémikus[108]
- Ferencz József (1835–1928) unitárius püspök[109]
- Ferenczi Miklós (1886–1933) könyvtáros, bibliográfus, szótárszerkesztő[79]
- Feszt György (1889–1952) orvos[110]
- Feszt László (1930–2013) grafikus
- Finály Henrik (1825–1898) történész[2][111]
- Milan Alexandru Florian (1937–2004) festőművész
- Földes László (1922–1973) szerkesztő, irodalomesztéta, kritikus[80]
- Forró Antal (1924–1982) festőművész[61]
- Fugulyán Katalin (1888–1969), az első erdélyi orvosnők egyike[71]
- Fuhrmann Károly (1912–1991) ötvös- és iparművész[12]
- Virgil Fulicea (1907–1979) szobrász[108]
- Fülöp Antal Andor (1908–1979) festőművész[112][51]

## G

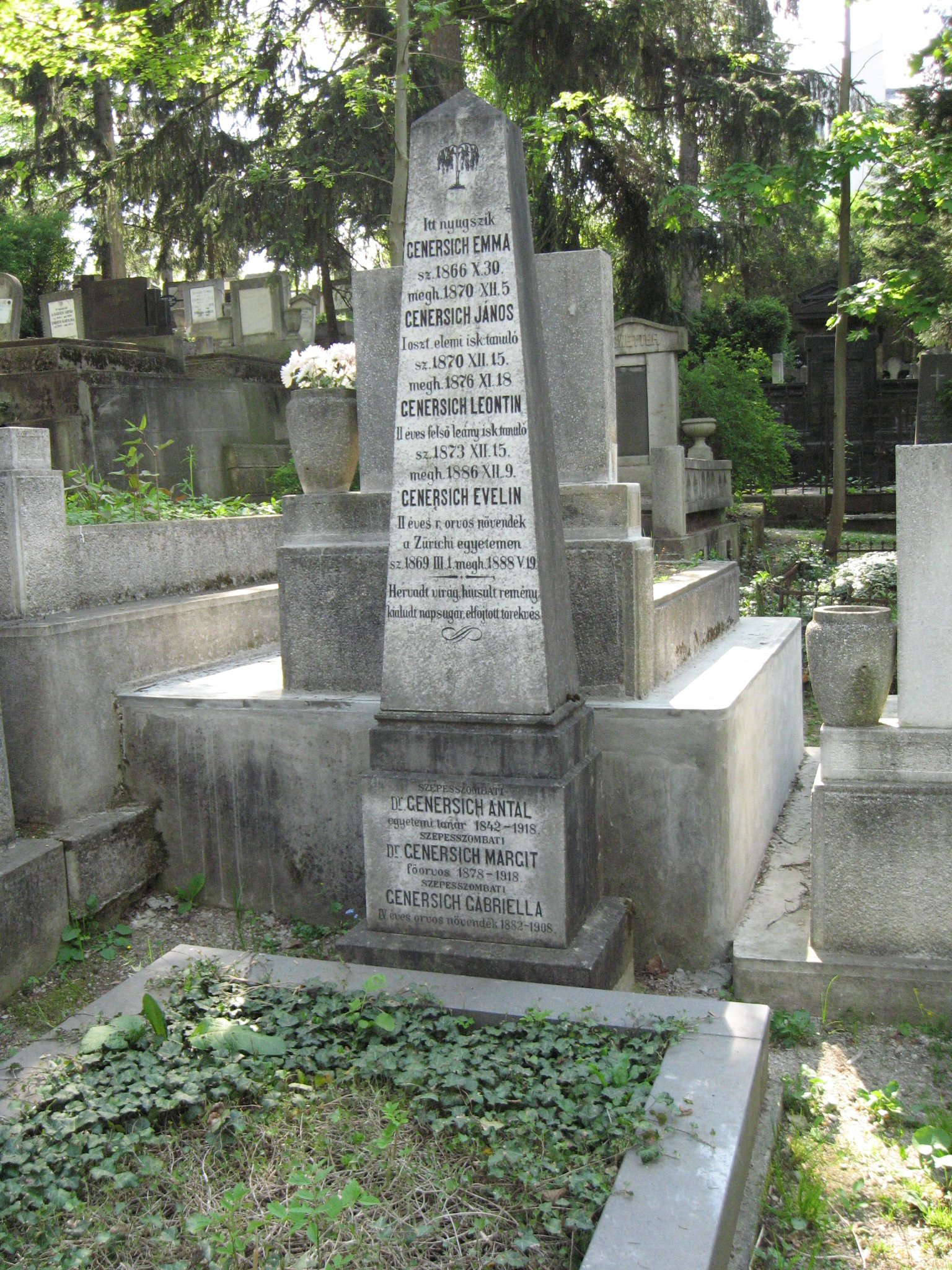
Genersich Antal

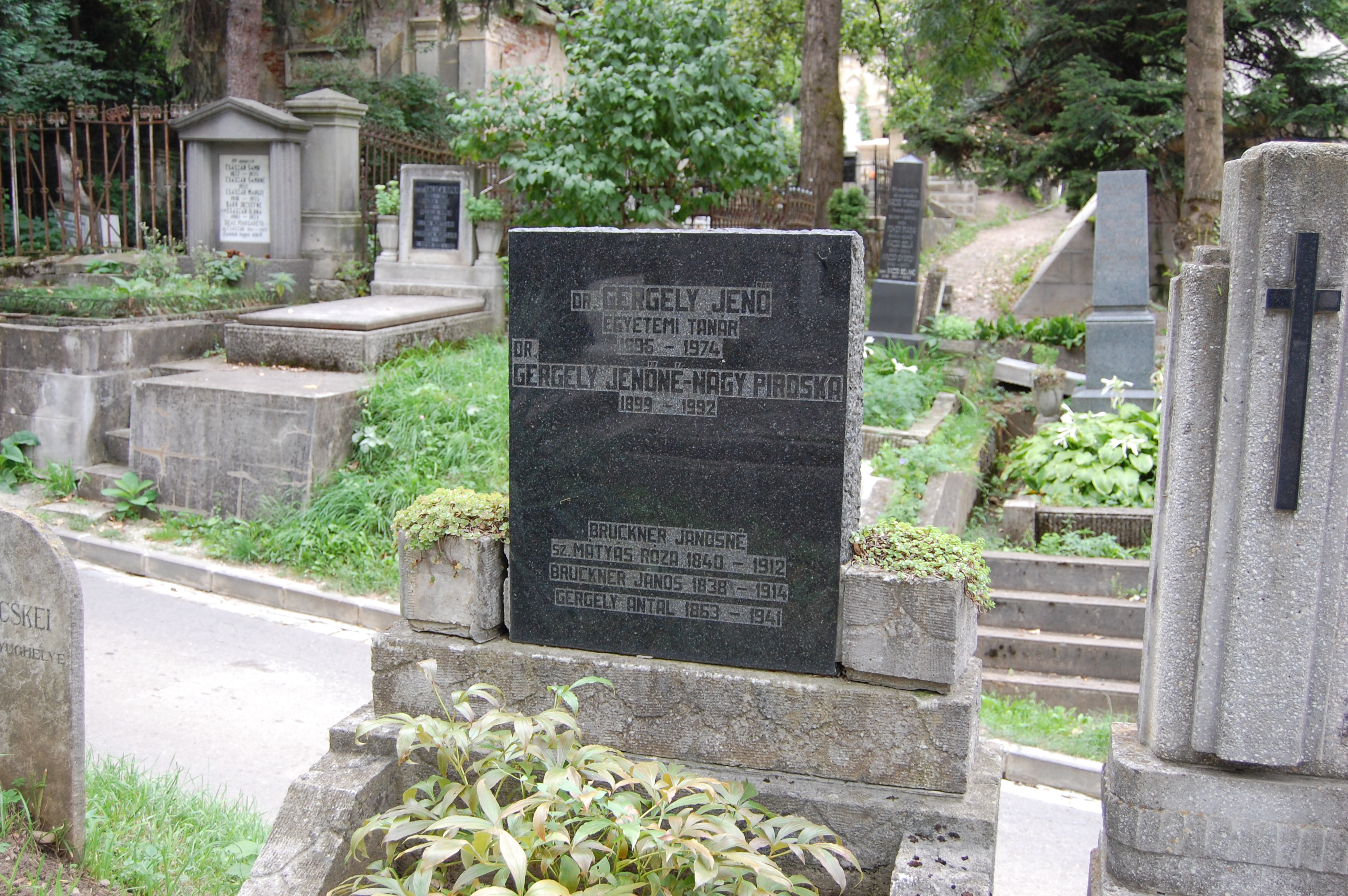
Gergely Jenő

- Gaál Gábor (1891–1954) író[67]
- Gálffy Mózes (1915–1988) nyelvész[113]
- Gálffy Zsigmond (1886–1958) klasszika-filológus, az unitárius kollégium igazgatója[52]
- Gámán János (1831–1867) nyomdatulajdonos[110]
- Gaszner Szabó Ambrus (?–1661) főbíró[114][103]
- Géber Ede (1840–1891) bőrgyógyász[9]
- Geiser Antal (1785–1879) erdélyi főmérnök[115]
- Genersich Antal (1842–1918) patológus, egyetemi tanár[104][2]
- Genersich Gusztáv (1865–1921) gyermekgyógyász, egyetemi tanár[2]
- Geréb Pál (1912–1991) teológus[60]
- Gergely Jenő (1896–1974) matematikus[83]
- Gidófalfy István (1859–1921) közjegyző, a református teológia főgondnoka[6]
- George Giuglea (1884–1967) nyelvtörténész, lexikológus[96]
- Gombos Ferenc (1854–1913) nyomdatulajdonos[66]
- Görög Ferenc (1881–1970) történész[44]
- Grois László (1890–1971) jogász, újságíró, az Ellenzék főszerkesztője[116]
- Groisz Gusztáv (1811–1874) kolozsvári főbíró[117]
- Groisz Gusztáv (1840–1899) jogász[108]
- Gunscher Nándor (1886–1963) grafikus[80]

## Gy

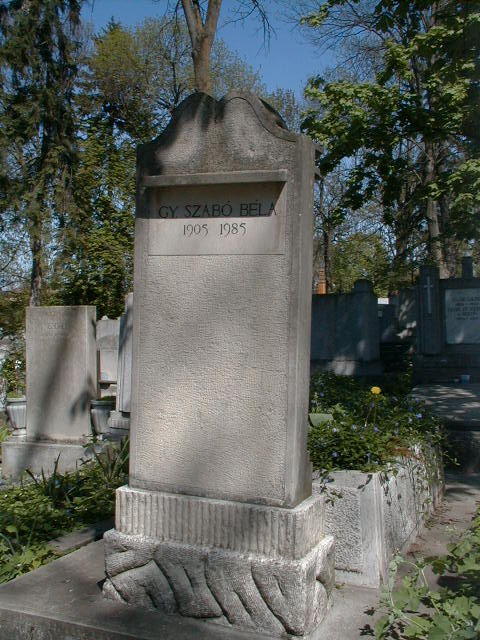
Gy. Szabó Béla

- Gyalui Farkas (1866–1952) művelődés- és irodalomtörténész, író, publicista[99]
- Gyalui Jenő (1897–1921) rendező, forgatókönyvíró[99]
- Gyarmathy Sámuel (1751–1830) orvos és nyelvész[118]
- Gyergyai Ferenc (1799–1874) városi királybíró, országgyűlési követ[119]
- Gyergyai Mihály (1747–1828) ötvösmester[120]
- Gyergyay Árpád (1881–1952) orvos[109]
- Cs. Gyimesi Éva (1945–2011) Pulitzer-díjas irodalomtörténész[121]
- György Dénes (1887–1983) újságíró, szerkesztő, versmondó művész[16]
- György Lajos (1890–1950) irodalomtörténész[44]
- Gyulai Ferenc (1817–1866) színész, színigazgató[83]
- Gyurkó István (1924–1990) hidrobiológus[108]

## H

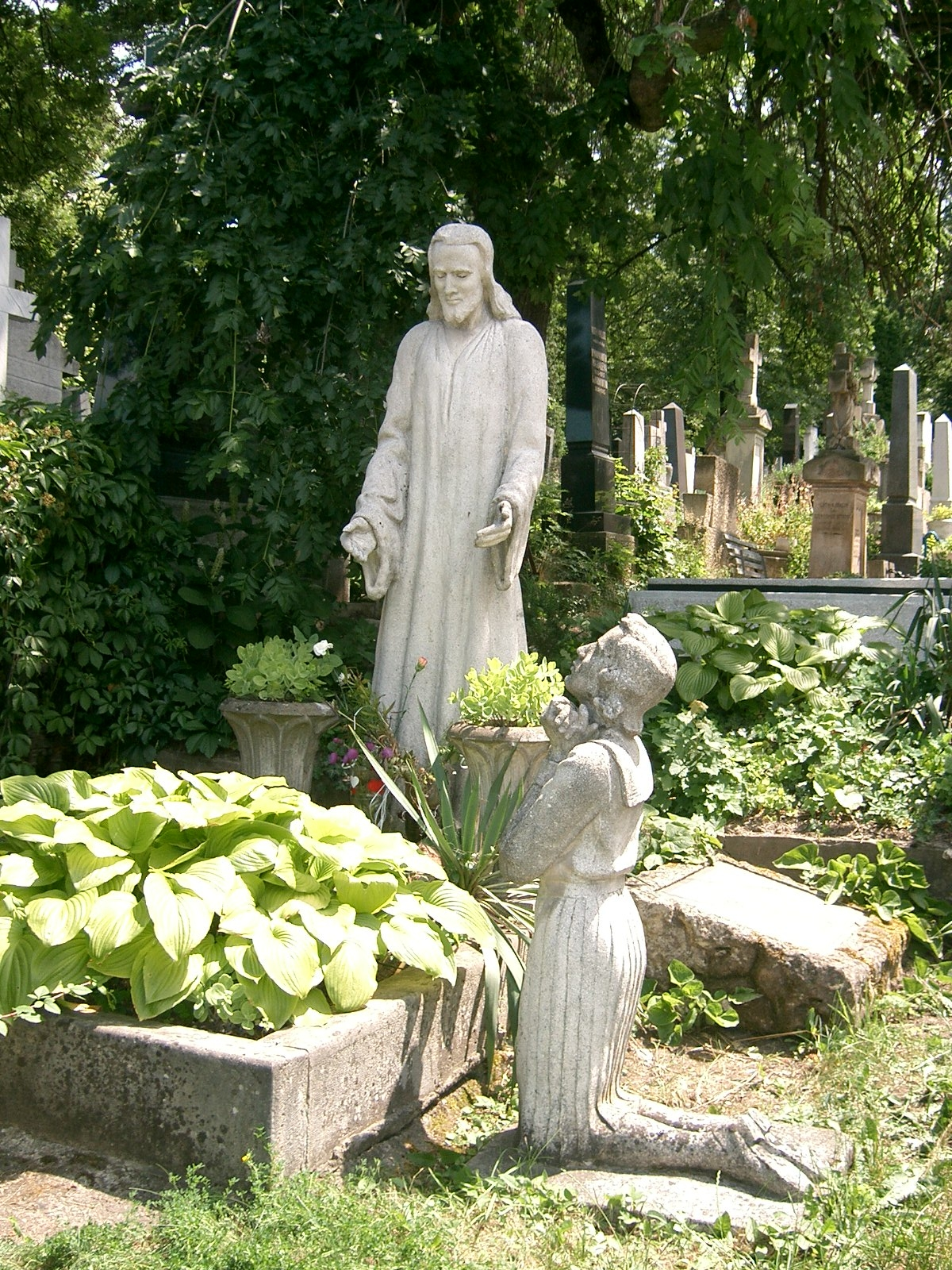
Hirschler József

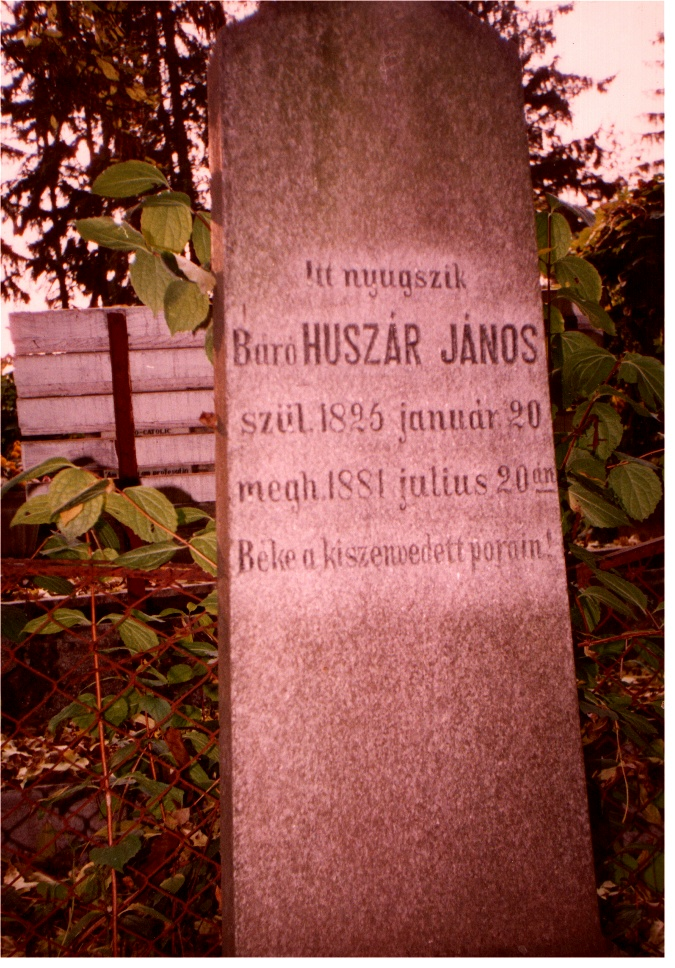
Huszár János

- Haller Károly (1836–1911) jogász, egyetemi tanár[122]
- Halmos György (1915–1985) zongoraművész, egyetemi tanár[123][124]
- Haller Gusztáv (1873–1923) ügyvéd, Kolozsvár utolsó magyar polgármestere[100]
- Hangyay Oktáv (1850–1916) vegyész[61]
- Haray Viktor (1818–1882) színész, drámaíró[89]
- Teodor Harșia (1914–1984) festőművész[125]
- Hary Béla (1934–2011) karmester, zeneszerző[126]
- Emil Hațieganu (1878–1959) jogász[127]
- Iuliu Hațieganu (1885–1959) orvos[127]
- Heinrich László (1910–1985) fizikus, egyetemi tanár, tudománytörténész[32]
- Herepei Gergely (1807–1859) mérnök, református lelkész[128]
- Herepei Gergely (1844–1920) református esperes[44]
- Herepei János (1891–1970) művelődéstörténész, jelképes sír[44]
- Hervay Gizella (1934–1982) költő[36]
- id. Hintz György (1805–1876) evangélikus lelkész[129]
- ifj. Hintz György (1840–1890) gyógyszerész, kémikus[129]
- Hirschfeld Frigyes (?–1848) kőfaragómester[120]
- Hirschfeld Lajos (1856–1902) építész, a kolozsvári Ipartestület titkára[120]
- Hirschler József (1876–1936) belvárosi plébános, a Marianum alapító igazgatója[18]
- Hobán Jenő (1912–1965) költő, műfordító, színházi titkár[130]
- Horváth Béla (1927–1981) színművész[22]
- Horváth Jenő  (1900–1989) író, költő, publicista[5]
- Báró Huszár János (1826–1881) jogtudós[131]
- Hye György (1907–1975) gépészmérnök, a vitorlázó repülés úttörője[80]

## I
- Imre Erzsi (1893–1914) színésznő[106]
- Imre Lajos (1888–1974) református lelkész, neveléstudós[132]
- Imreh István (1919–2003) történész
- Imreh József (1924–1993) geológus-mineralógus[50][32]
- Incze Ferenc (1910–1988) festőművész[66]
- Inczédi Sámuel (1811–1893) honvédezredes[109]
- Báró Inczédi Sámuel (1866–1919) országgyűlési képviselő[89]
- Indali Péter (1824–1885), a kolozsvári református lánynevelés előfutára[80]
- Aurel Isac (1845–1932) ügyvéd, memorandista[104]
- Emil Isac (1886–1954) költő[133]
- Issekutz Hugó (1885–1915) gyógyszerészprofesszor[41]

## J

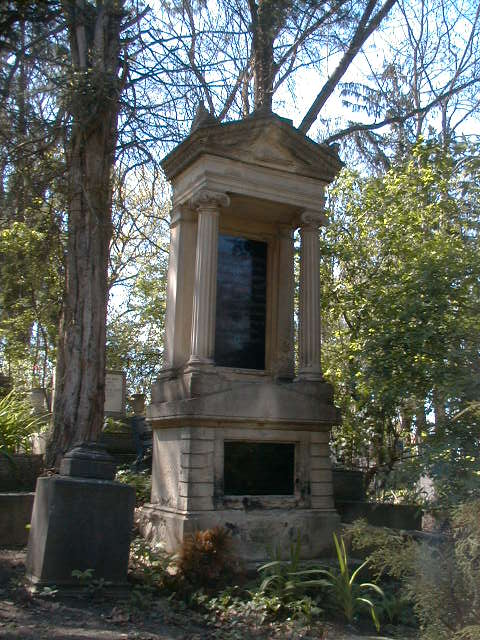
báró Jósika Miklós

- Jakab Elek (1820–1897) történész, levéltáros[108] [134]
- Jakó Zsigmond Pál (1916–2008) történész, levéltáros, paleográfus, az MTA tagja[135][136]
- Jancsó Béla (1903–1967), a tizenegyek mozgalmának egyik vezetője[13]
- Jancsó Elemér (1905–1971) irodalomtörténész[13][137]
- Jancsó Pál (1761–1845) színész[138]
- Jánky Béla (1931–2009) költő, műfordító, közíró[139]
- P. Jánossy Béla (1883–1945) író, költő[140][11]
- Janovics Jenő (1872–1945) színész, rendező[141]
- Járai Sámuel (?–1643) unitárius pap[142]
- Jékey Aladár (1846–1919) költő[96]
- Jeney Lajos (1894–1981) orvos, grafikus[143]
- Jodál Gábor (1913–1989) zeneszerző[144]
- Jordáky Lajos (1913–1973) történész[123]
- Báró Jósika János (1817–1895) tábornok[6]
- Báró Jósika Lajos (1806–1891), az Erdélyi Római Katolikus Státus világi elnöke[6]
- Báró Jósika Miklós (1794–1865) író[145]
- Báró Jósika Sámuel (1805–1860) erdélyi kancellár[146]
- Báró Jósika Sámuel (1848–1923) politikus[6]
- Józan Miklós (1869–1946) unitárius püspök[22]
- Józsa Béla (1898–1943) költő[147]
- Józsa János (1901–1973) művelődéstörténész, műfordító[99]
- Juhász István (1915–1984) egyháztörténész[36]

## K

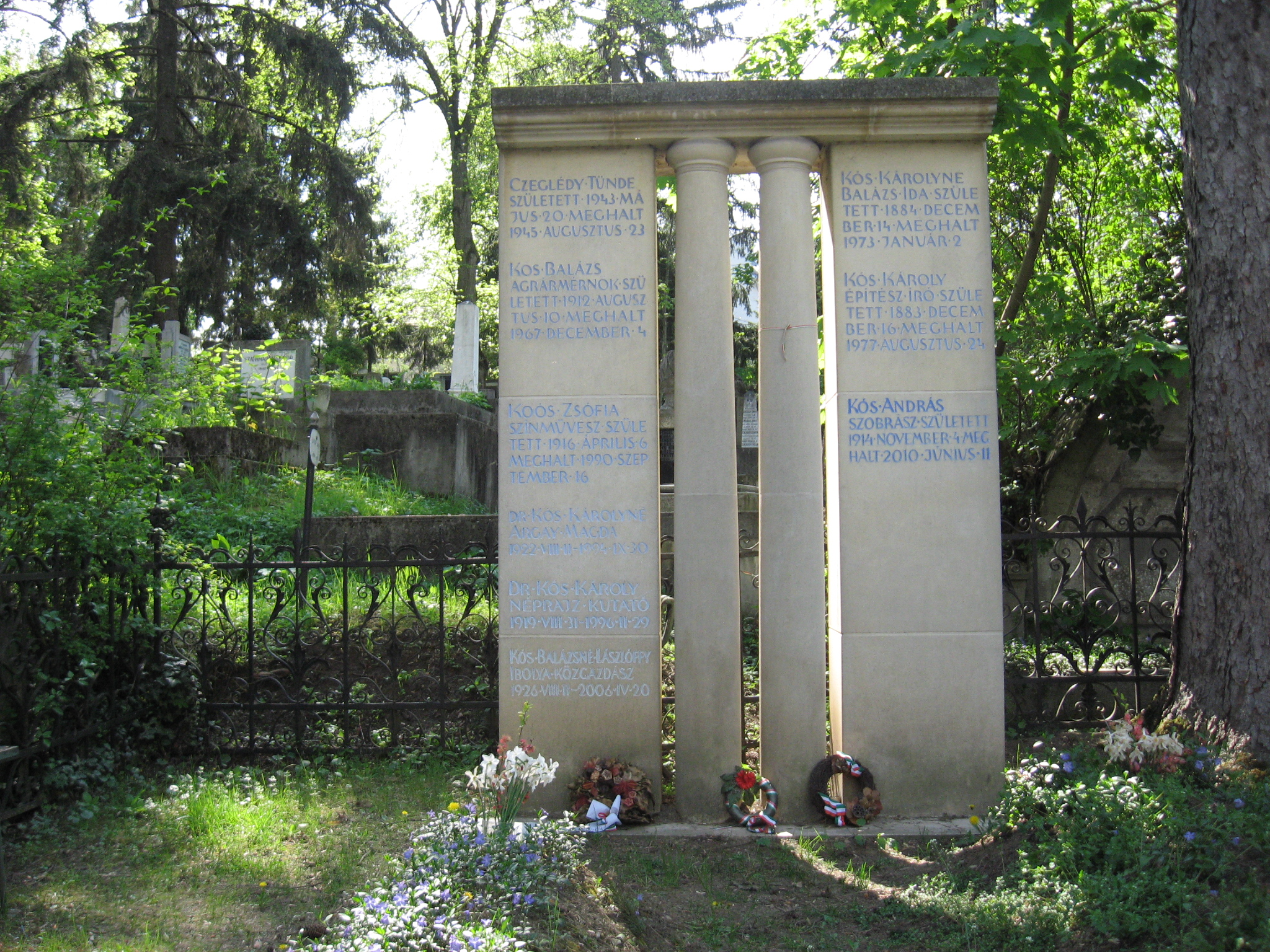
Kós Károly és családja

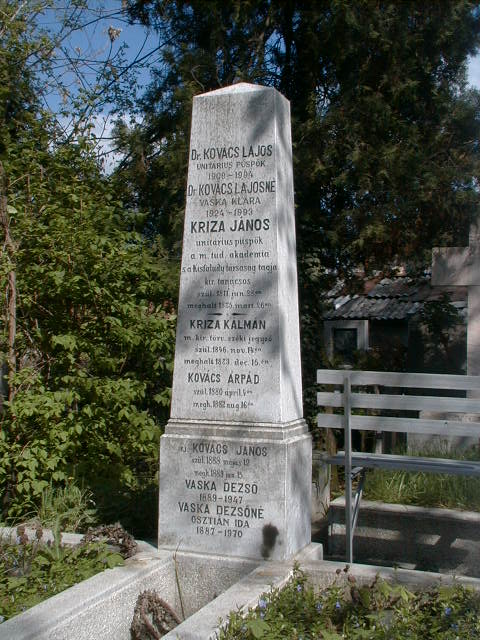
Kriza János

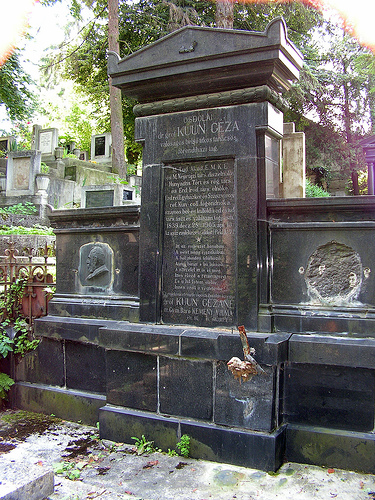
Kuun Géza

- Kabdebó Duci (1898–1974) operettprimadonna[22]
- Kacsó Sándor (1901–1984) író[148][97]
- Kádár Tibor (1919–1962) festőművész[80]
- Kakassy Endre (1903–1963) újságíró, műfordító[74]
- Kanitz Ágoston (1843–1896) botanikus[149]
- Kántor Lajos  (1890–1966) pedagógus, filológus, tankönyvíró[31]
- Karácsony Emmy (1896–1980) festőművész[80]
- Karácsonyi Ferenc (1941–1971) zongoraművész[96]
- Kecskeméthy István (1864–1938) orientalista, műfordító, szerkesztő, közíró[150]
- Kedves István (1782–1864) címzetes római katolikus püspök, országgyűlési követ, apát, kanonok[18]
- Kelemen Béla (1913–1982) nyelvész, szótárszerkesztő[3]
- Kelemen Lajos (1877–1963) történész[151][152]
- Kéler Ilona (1860–1880) színésznő[153]
- Kende János (1881–1958) művészeti író[60]
- Gróf Kendeffy Ádám (1796–1834) politikus, sportoló[33]
- Kenessey Béla (1858–1918) református püspök[96]
- Keresztes Kálmán (1887–1980) szobrász[154]
- Keresztes Zoltán (1929–1996) bibliográfus, szerkesztő, publicista[25]
- Kibédi Sándor (1897–1941) költő, drámaíró, műfordító, szerkesztő[99]
- Kiss Árpád (1916–1958) matematikus[27]
- Kiss Elek (1888–1971) unitárius püspök, teológus[129]
- Kiss Ernő (1914–1990) matematikus[27]
- Kiss Géza (1882–1970) jogtörténész[104]
- Kiss Jenő (1912–1995) költő[4]
- Kiss Sándor (1849–1914) kereskedelmi akadémiai igazgató, tanár, tankönyvíró[30]
- Kodrián Kornél (1886–1953) festőművész[67]
- Kolozsi Jenő (1938–2001)[27]
- Koós Zsófia (1916–1990) színésznő[44]
- Kopp Elemér (1890–1964) gyógyszerészprofesszor[109]
- Gróf Kornizs Zsigmond (1824 k.–1854) az erdélyi fényképészet egyik úttörője[155]
- Kormos Gyula (1917–1981) újságíró, szerkesztő, író, műfordító[78]
- Kós András (1914–2010) szobrászművész[156]
- Kós Károly (1883–1977) építész[44][157]
- ifj. Kós Károly (1919–1996) néprajzkutató[29]
- Kósa-Huba Ferenc (1910–1983) szobrász[60]
- Kótsi Patkó János (1763–1842) színész, színigazgató, drámaíró, zeneszerző[89]
- Kovács Dezső (1866–1935) író, kritikus, szerkesztő[12]
- Kovács György (1910–1977) színész[89]
- Kovács Ildikó (1927–2008) bábszínházi rendező, szakíró[158]
- Kovács István (1920–1995) labdarúgó, edző[50]
- Kovács Kálmán (1911–1984) matematikatanár[27]
- Kovács Lajos (1909–1994) unitárius püspök[50]
- Kovács Nemere (1942–2003) újságíró, közíró[159]
- Kovács Zoltán (1908–1977) fizikus[13]
- Kovásznai Péter (1617–1673) református püspök, II. Rákóczi György udvari papja[160][161]
- Kozma Ferenc (1844–1920) pedagógus, művelődésszervező, publicista[106]
- Köblös Antal (1937–2010) geológus szakíró[162]
- Köllő Béla (1929–1985) színész[13]
- Kőmíves Nagy Lajos (1885–1977)  újságíró, rendező[5]
- Könczei Ádám (1928–1983) foklorista[79]
- Köpeczi Sebestyén József (1878–1964) heraldikus[86]
- Kőváry László (1819–1907) történész[11][74]
- Krémer Margit (1907–1990) színésznő[23]
- Kristóf György (1878–1965) irodalomtörténész[36]
- Kriza Ágnes (1937–1996) operaénekes[29]
- Kriza János (1811–1875) költő, néprajzkutató, unitárius püspök[163][53]
- Krizsán Zoltán (1940–1993) újságíró, kritikus, filmesztéta[29]
- Krizsó Kálmán (1889–1978) nyomdász, nyomdatörténész[45]
- Gróf Kuun Géza (1838–1905) orientalista nyelvész, történész[164][165]
- Kulcsár Tibor (1945–1988) pszichológus, egyetemi adjunktus[70]
- Kuncz Ignác (1841–1903) jogász[71]
- Kunovits-Schranz Edit (1922–1984) festőművész[104]

## L

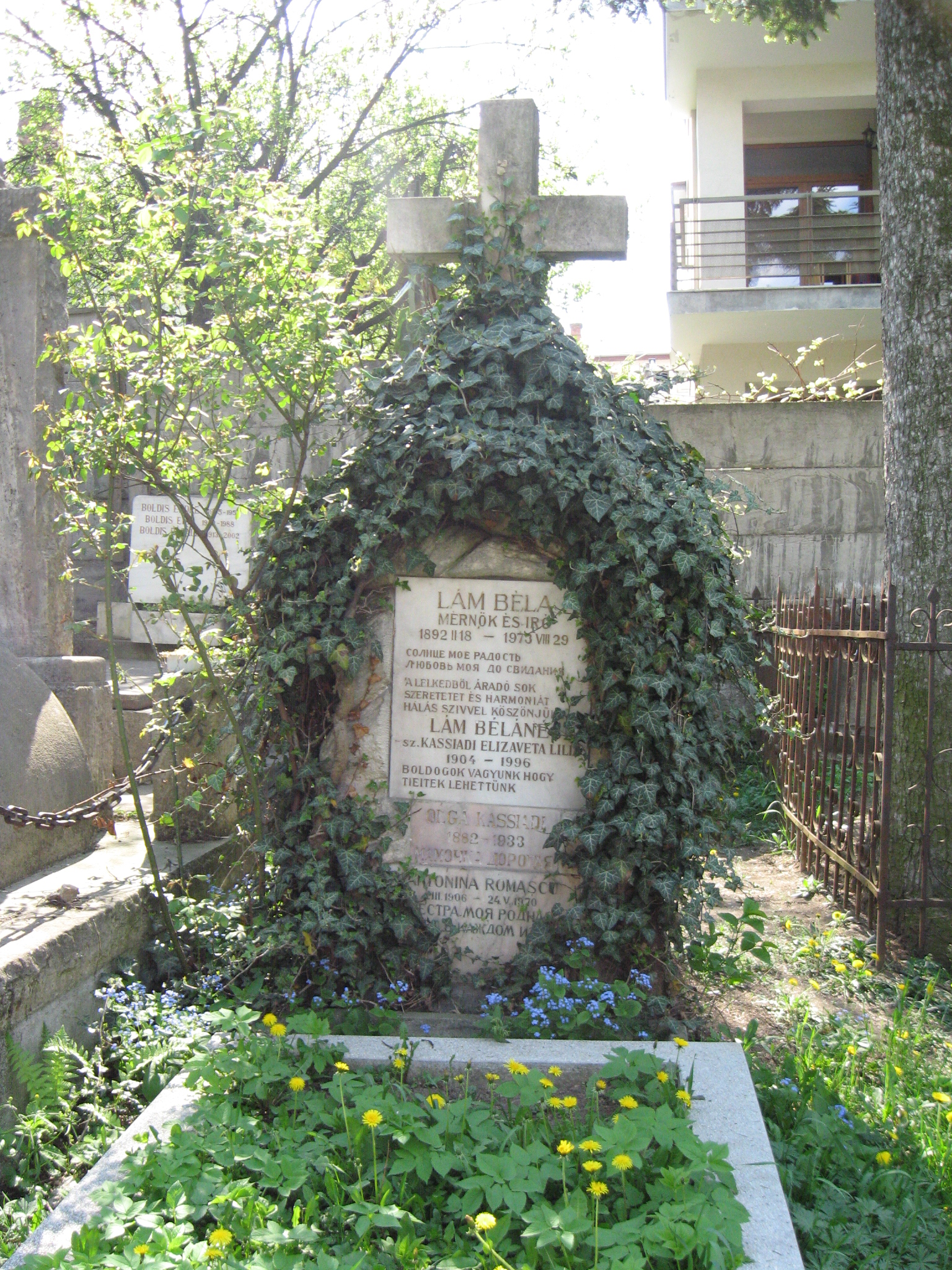
Lám Béla

- Lachovius András (1627–1691), a Kolozsvárra menekült lengyel unitáriusok lelkipásztora[166][16]
- Láday István (1873–1936) jogász[109]
- Ladányi Gedeon (1824–1886) történész, egyetemi tanár[55][137]
- Lakatos István (1895–1989) városi főmérnök, zenetörténész[60]
- Lakó Elemér (1929–1986) nyelvész, művelődéstörténész[14]
- Lám Béla (1892–1973) műszaki szakíró[44]
- László Dezső (1904–1973) református lelkész, társadalomtudományi és egyházi író, szerkesztő[11][40]
- László Endre (1914–1964) jogász, újságíró, turisztikai író[11][40]
- László Ferenc (1910–1992) jogász, szerkesztő[40]
- László József (1808–1878) színész[167][78]
- László Tihamér (1910–1986) fizikus[71]
- Látó Anna (1906–1993) író, újságíró, szerkesztő, műfordító[4]
- Gróf Lázár István (1864–1920) Brassó vármegye főispánja[22]
- Lengyel Dániel (1815–1884) orvos[168]
- Lepage Lajos (1859–1919) könyvkiadó, könyvkereskedő[33]
- Létay Lajos (1920–2007) költő, író[169]
- Lőrinczy Géza (1903–1975) unitárius lelkész, teológiai tanár[170]
- Lőrinczi Ferenc (1884–1953) tankönyvíró[14]

## M

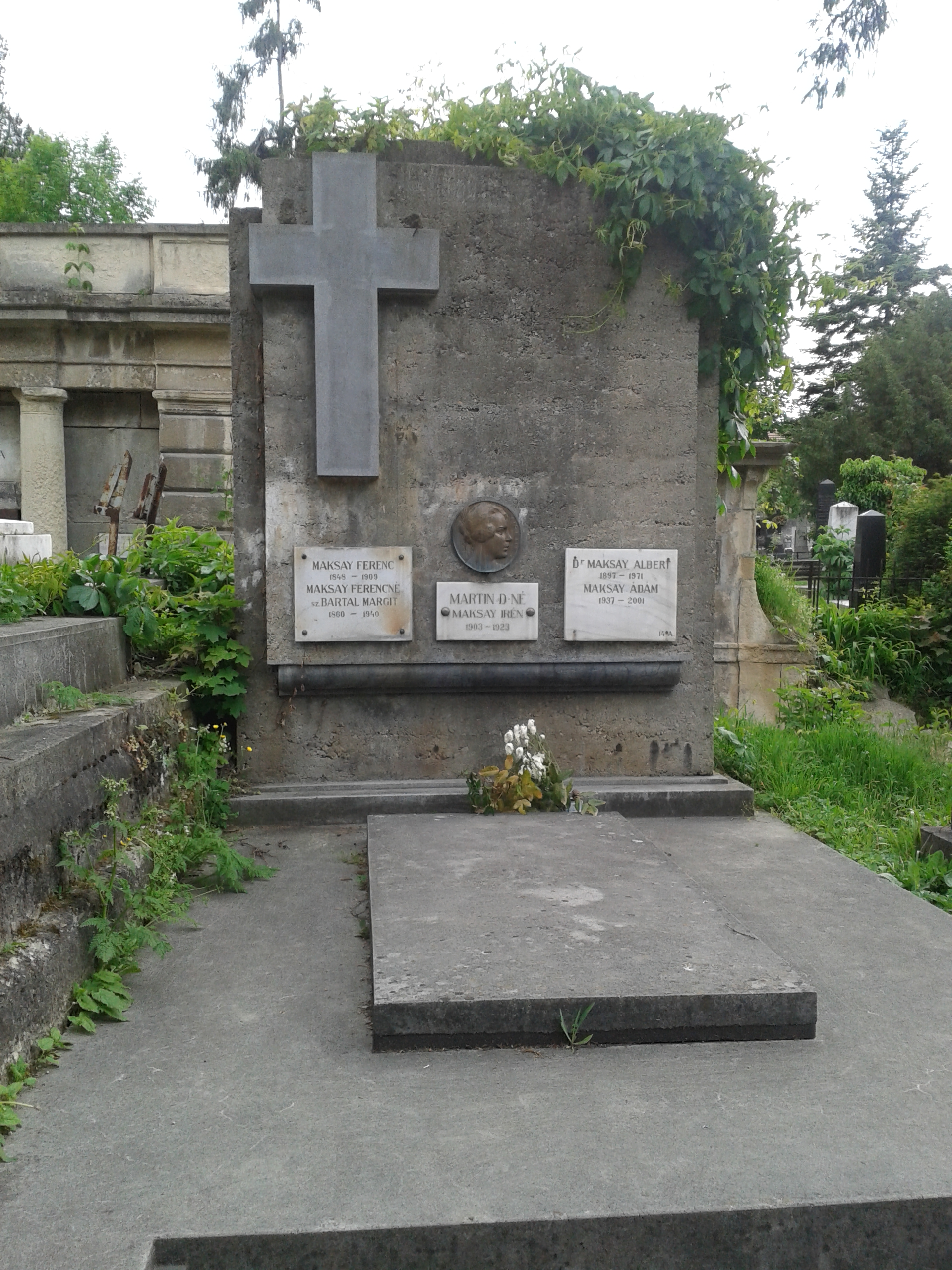
Maksay Albert

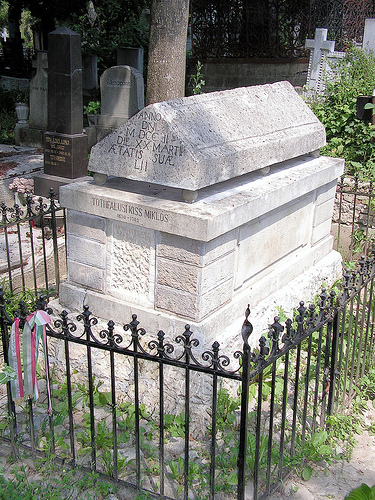
Misztótfalusi Kis Miklós

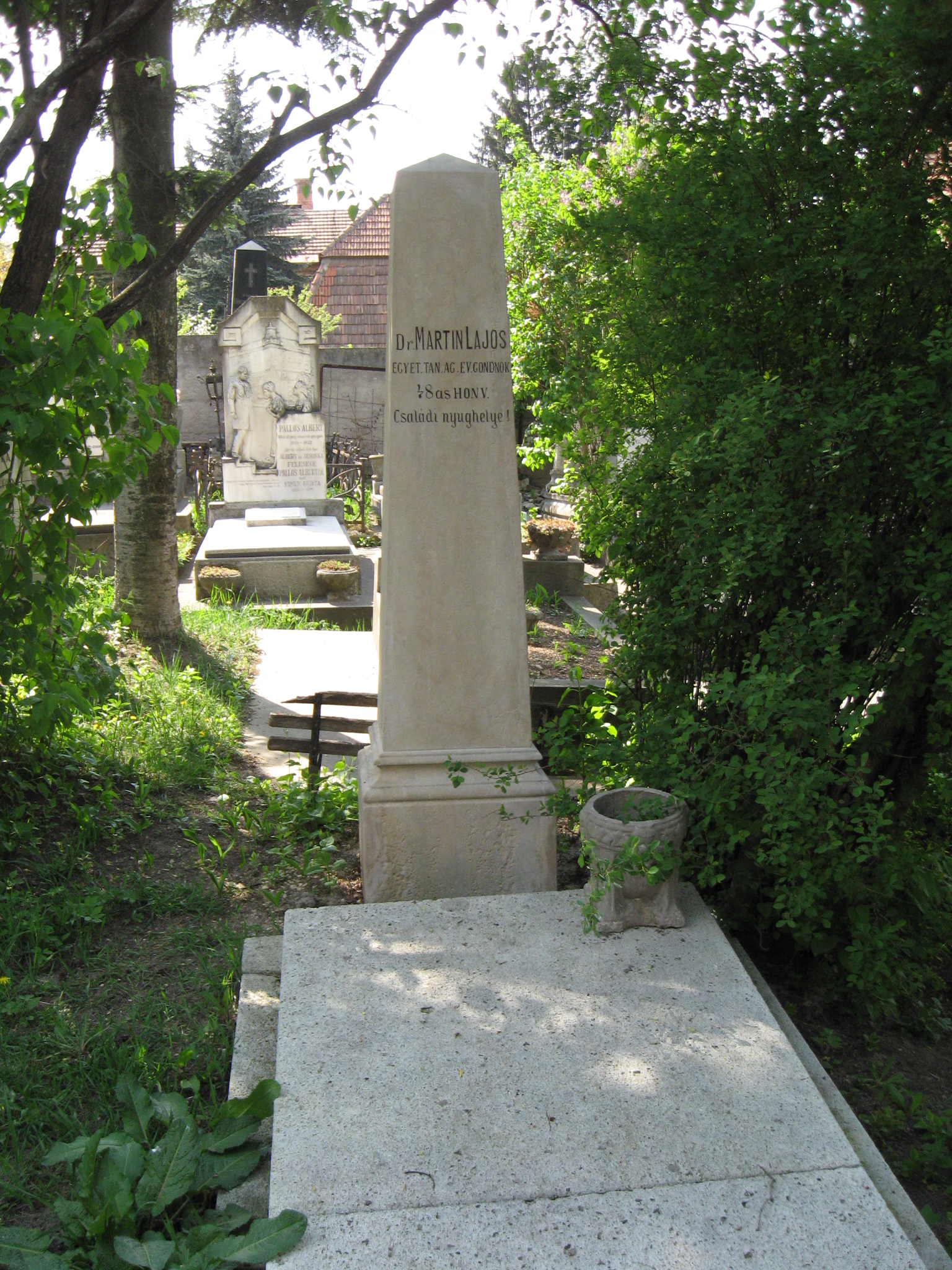
Martin Lajos

- Mihai Macrea (1908–1967) történész[171]
- Magyari Bertalan (1912–1979) fül-orr-gégész, orvosi szakíró[36]
- Maizner Jenő (1828–1902) az Orvos-sebészeti Tanintézet igazgatója[37]
- Makár Alajos (1927–1989) festőművész[127]
- Makoldy Sámuel (1807–1872) lapszerkesztő, Kolozsvár polgármestere[127]
- Maksay Albert (1897–1971) a református teológia tanára[157][172]
- Adrian Marino (1921–2005) Herder-díjas irodalomtörténész-, kritikus[87]
- Márkos Albert (1914–1981) zeneszerző[173]
- Markos András (1920–1974) levéltáros, szociológus[12]
- Márkos András (1919–1972) szobrász[125]
- Maros Dezső (1920–2011) gépészmérnök[174]
- Martin Lajos (1827–1897) matematikus, feltaláló, a Magyar Tudományos Akadémia tagja[175][49]
- Márton Gyula (1916–1976) nyelvész[176]
- Máthé János (1932–1982) vegyész[52]
- Mátyás Mátyás (1888–1956) sebész-nőgyógyász[177]
- Maurer I. Gyula (1927–2012) matematikus[27]
- Megyeri Dezső (1857–1913) színész[13]
- Méhes Sámuel (1785–1852) tanár, nyomda- és laptulajdonos, író, szerkesztő[42][132]
- Melka Vince festőművész[97]
- Meltzl Hugó (1846–1908) irodalomtörténész[178][49]
- Merza Gyula (1861–1943) utazó[23]
- Mester Gábor (1894–1971) főorvos, kórházigazgató
- Mester Zsolt (1929–2022) orvos, író
- Mészáros Miklós (1927–2000) geológus egyetemi tanár, a Román Akadémia tagja[32]
- Ștefan Meteș (1886–1992) történész[40]
- Mezei Zoltán (1927–2000) biológus, geológus, egyetemi oktató[32]
- Teodor Mihali (1859–1934) ügyvéd, az 1892. évi román memorandum egyik aláírója[172]
- Mike Sándor (1795–1867) történész[179][134]
- Miklóssy Margit (1877–1940) színésznő[71]
- Gróf Mikó Imre (1805–1876) történész, politikus[180]
- Mikó Imre (1911–1977) jogász[39]
- Misztótfalusi Kis Miklós (1650–1702) nyomdász[181][182]
- Moldován Gergely (1845–1930) etnográfus, irodalomtörténész[66]
- Iuliu Moldovan (1882–1966) epidemiológus[18]
- Moll Elemér (1886–1955) építész[22]
- Mózes András (1904–1990) egyháztörténész[89]

## N

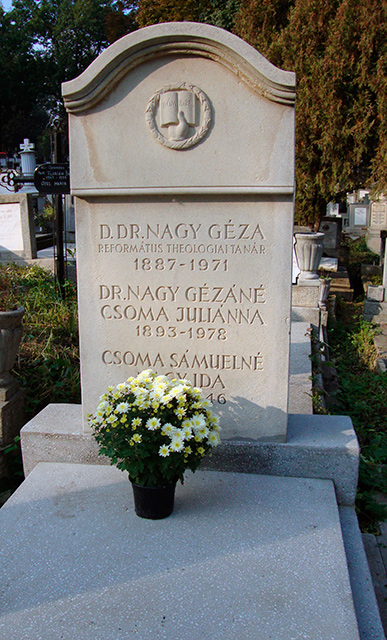
Nagy Géza lelkész

- Nagy Albert (1902–1970) festőművész[112][60]
- Nagy András (1899–1974) teológiai tanár, hebraista[71]
- Nagy Borbála (1904–1994) regény- és színműíró, műfordító[29]
- Nagy Ferenc (1804–1876) református lelkész, főiskolai tanár, kertész, borász, újságíró[61]
- Nagy Géza (1887–1971) lelkész, teológiai tanár, egyháztörténész[5]
- Nagy Géza (1914–1981) műfordító, tanár, művelődésszervező[60]
- Nagy Gyula (1909–1992) református püspök[180]
- Nagy István (1904–1977) író[76]
- Nagy István (1907–1983) karmester[3]
- Nagy Jenő (1916–1996) nyelvész, néprajzkutató[25]
- Nagy Kálmán (1939–1971) nyelvész, műfordító[36]
- Nagy Károly (1868–1926) református püspök[13]
- Nagy Lajos (1921–1982) geológus[96]
- Nagy Miklós (1913–1988) agrármérnök, mezőgazdasági szakíró, szerkesztő[40]
- Nagy Péter (1819–1884) református püspök[23]
- Teodor Naum (1891–1980) klasszika-filológus, műfordító[67]
- Néb Mária (1799–1884) színésznő[16]
- Camil Negra (1882–1956) jogász[143]

## Ny
- Nyárády Erazmus Gyula (1881–1966) botanikus[45]
- Nyulas Ferenc (1726–1808) orvos, kémikus[183]

## O
- Orbán Béla (1929–2016) matematikus, egyetemi tanár[27]
- Orbán István (festő) (1953-2016) festő, tanár
- Orient Gyula (1869–1940) gyógyszerészprofesszor[83]
- Orosz Endre (1871–1945) régész[110]
- Ottrok Ferenc (1911–1972) tenorista[80]
- Óvári Kelemen (1844–1925) jogtörténész[89]

## P

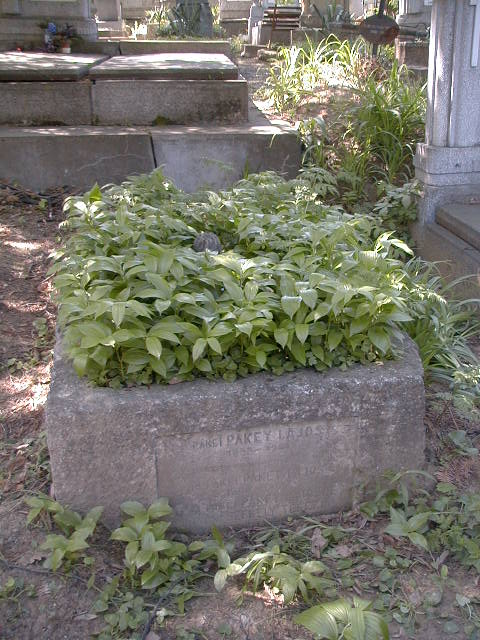
Pákey Lajos

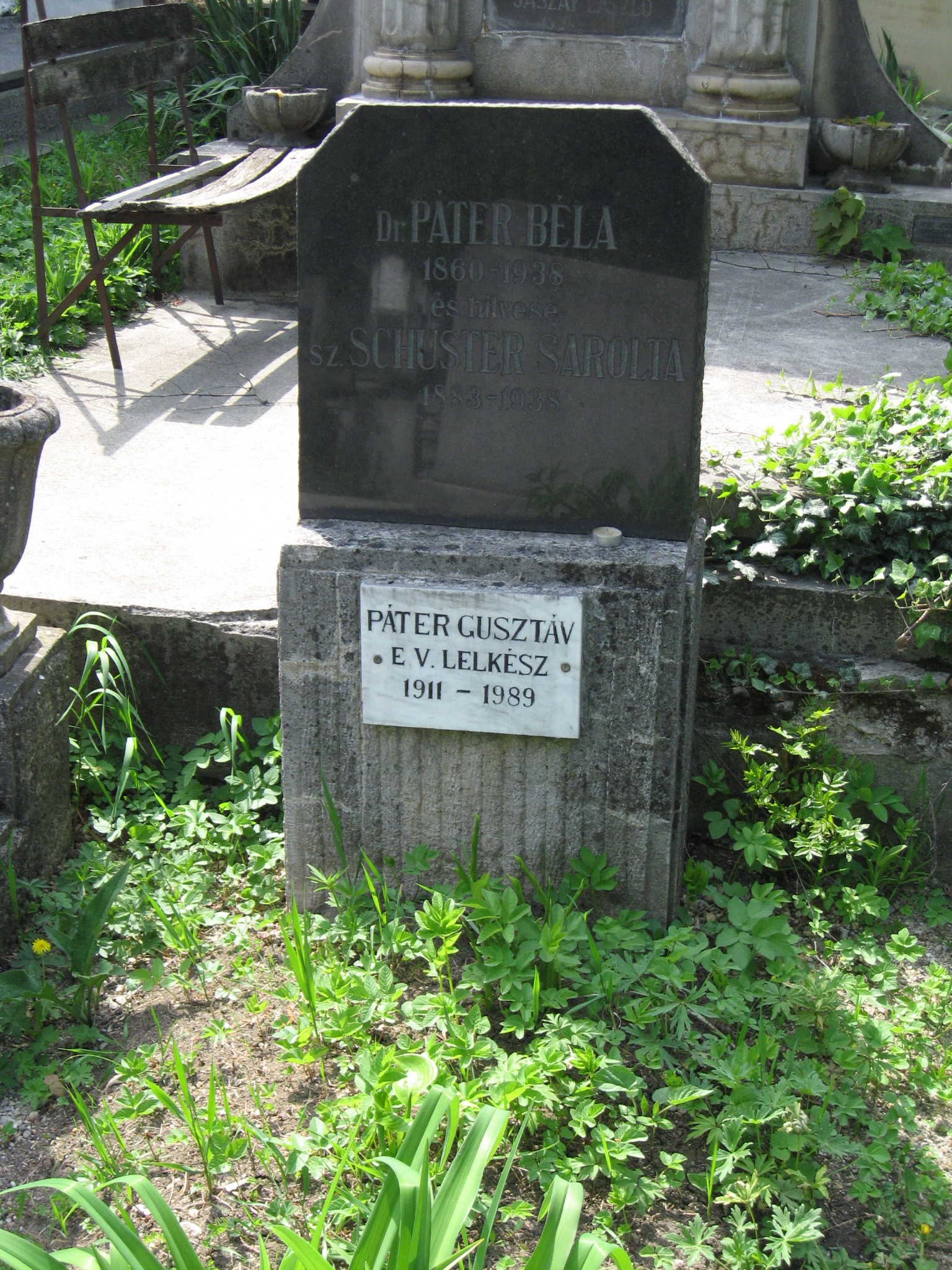
Páter Béla

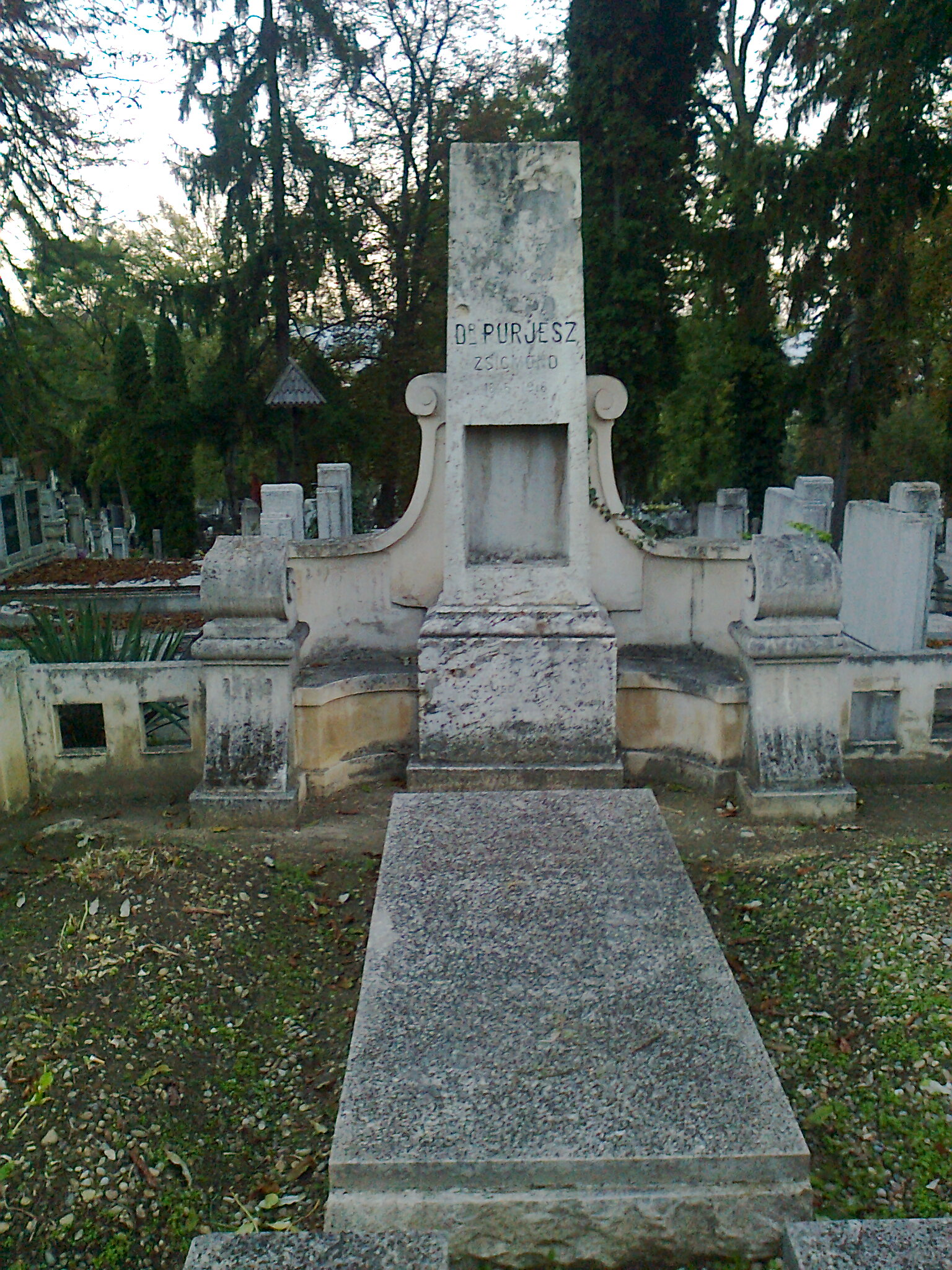
Purjesz Zsigmond

- Paget János (1808–1892) orvos, utazó, Bem József szárnysegéde[20]
- Pákey Lajos (1853–1921) építész[125]
- Pál Árpád (1929–2006) matematikus[27]
- Pálffi Márton (1873–1936) költő, műfordító[79]
- Pap István (1915–1994) agrármérnök, mezőgazdasági szakíró, egyetemi adjunktus[184]
- Papp Miklós (1837–1880) hírlapszerkesztő[23]
- Parádi Ferenc (1906–1993) publicista, közgazdász, szerkesztő, gyógyszerész[50]
- Parádi Kálmán (1842–1902) zoológus[185]
- Ștefan Pascu (1914–1998) történész, a Román Akadémia tagja, a kolozsvári egyetem rektora[87]
- Pásztor János (1929–1981) színész[79]
- Pataki Dániel (1804–1871) orvosdoktor, szülészmester, Erdély-részi országos főorvos[186]
- Pataki István (1640–1693) református pap, II. Apafi Mihály nevelője[187]
- Pataki Jenő (1857–1944) orvos, orvostörténész[186]
- Pataki József (1808?–1865) Kolozsvár első polgármestere[188]
- Pataki József (1908–1993) történész[25]
- Pataki Sámuel (1731–1804) orvos[186]
- Pataki Sámuel (1765–1824) orvos[103]
- Páter Béla (1860–1938) botanikus, a Gazdasági Akadémia rektora[189][97]
- Péntek Árpád (1921–1993) református teológus, író[4]
- Pergő Celesztin (1784–1858) színművész[167][132]
- Péterfi Dénes (1851–1925) unitárius lelkész, teológiai tanár[190]
- Péterfi István (1906–1978) botanikus
- Petres Kálmán (1887–1927) költő[97]
- Gheorghe Pic (1907–1984) matematikus[27]
- Pongrácz Antónia (1935–1995) iparművész, grafikus[25]
- Poór Lili (1886–1962) színésznő[141]
- Dariu Pop (1887–1965) író, zeneszerző[66]
- Emil Pop (1897–1974) botanikus, a Román Akadémia tagja[66]
- Dimitrie Popovici-Bayreuth (1859–1927) operaénekes[191]
- Tiberiu Popoviciu (1906–1975) matematikus[27]
- Eugen Pora (1909–1981) biológus, a Román Akadémia tagja[5]
- Pósta Béla (1862–1919) régész, történész[52]
- Iuliu Prodan (1875–1959) flórakutató[106]
- Purjesz Zsigmond (1846–1918) belgyógyász, orvostörténész[96]
- Puskás Lajos (1901–1982) tanár[127]

## R

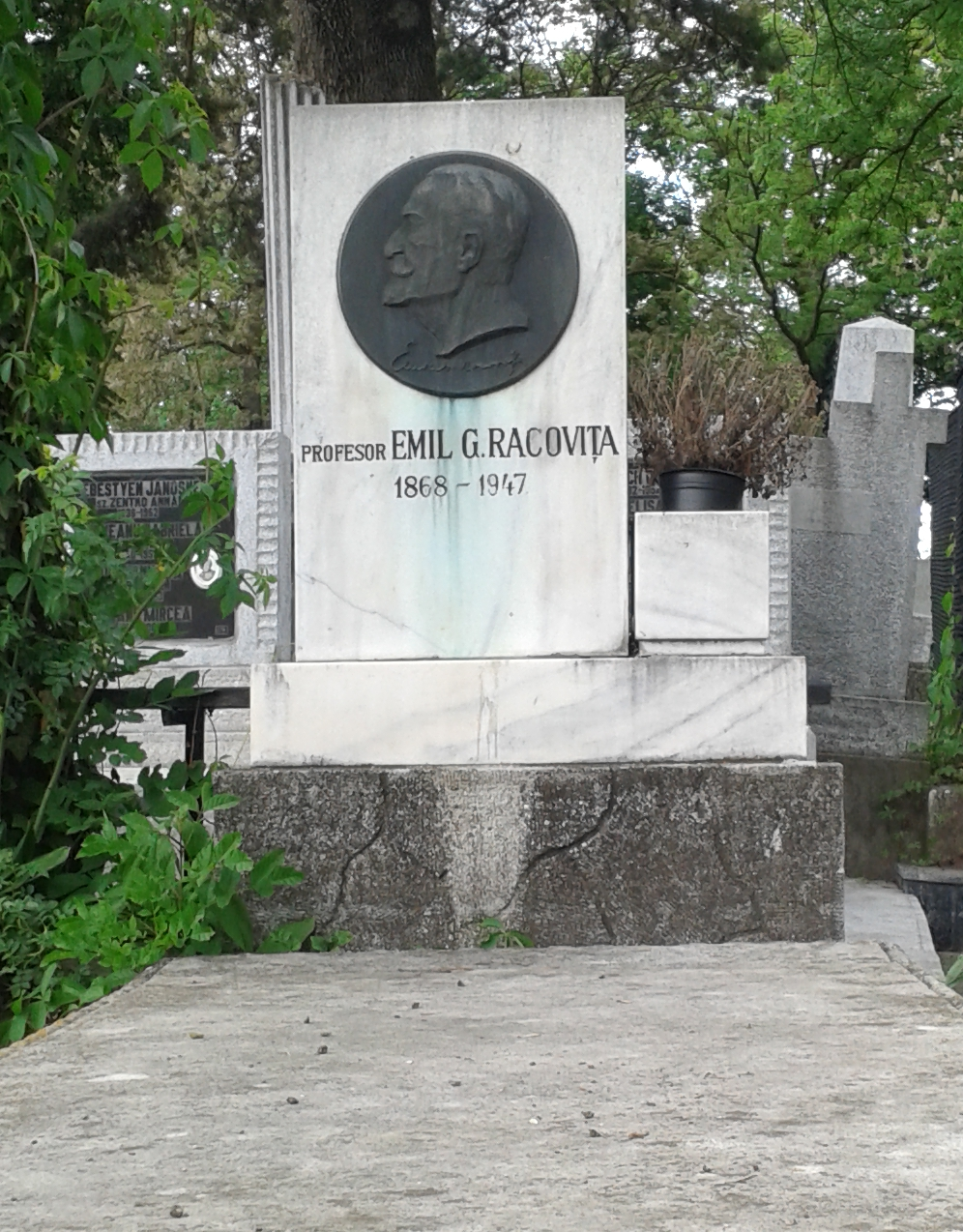
Emil Racoviță

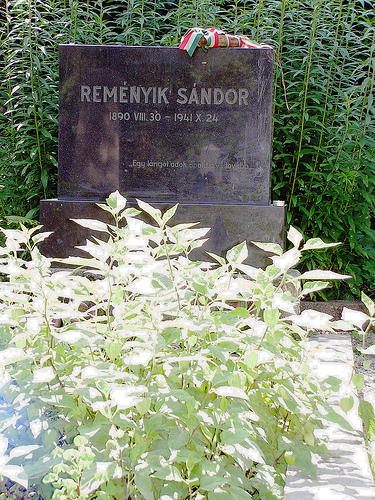
Reményik Sándor

- Alexandru Racolța (1926–1978) operaénekes[103]
- Emil Racoviță (1868–1947) barlangkutató, biológus[67]
- Radnóti Dezső (1865–1903) hírlapíró, az erdélyi Kárpát-egyesület főtitkára[60]
- Rajka László (1894–1938) irodalomtörténész, műfordító[71]
- Rapp Károly (19161980) evangélikus lelkész, egyházjogász, a Kolozsvári Protestáns Teológiai Intézet rektora[44]
- Reményi Sándor (1932–1998) matematikus[27]
- Reményik Sándor (1890–1941) költő[192][193]
- Réthely Ödön (1881–1951) színész[10][8]
- Réthy Andor (1904–1972) bibliográfus[61]
- Rezik Károly (1887–1978) orgona- és csellóművész[5]
- Gróf Rhédey Mária (1811–1849) Mikó Imre felesége[180]
- Raluca Ripan (1894–1975) kémikus, a Román Akadémia tagja[194]
- Rohonyi Vilmos (1906–1989) gépészmérnök[13]
- Rózsa József (1893–1968) ifjúsági író, tanár[97]
- Ruzitska Béla (1867–1942) vegyész[32][76]
- Ruzitska György (1789–1865) zeneszerző[195][76]

## S

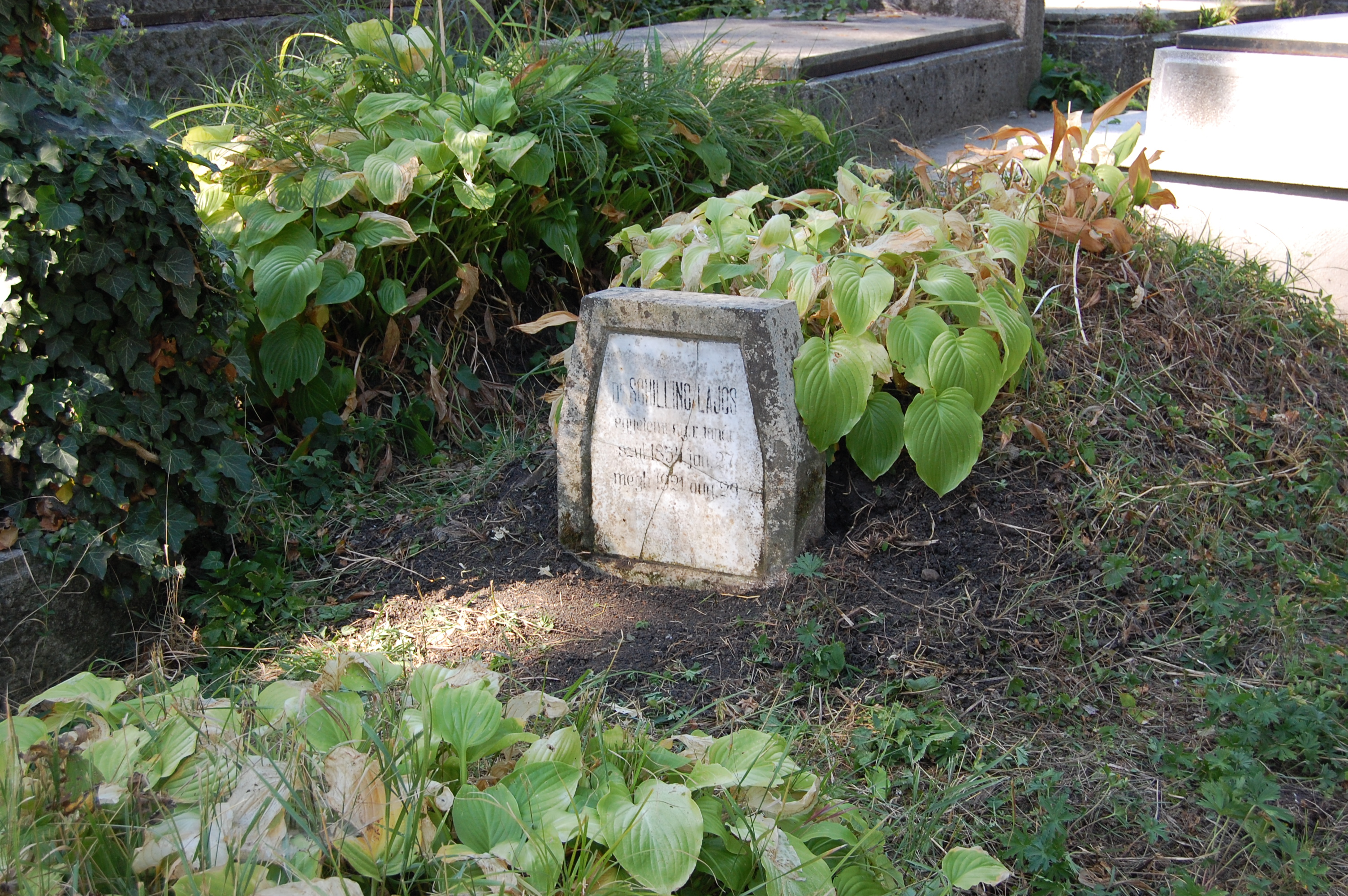
Schilling Lajos

- Salamon János (1825–1899) cigányprímás, Bem József tábori muzsikusa[26]
- Salamon László (1891–1983) költő[7]
- Salzbauer János (1832–1898) egyházjogász[61]
- Sámi László (1817–1881) Kossuth titkára[7]
- Sándor Imre (1877–1930) heraldikus, genealógus
- Sándor József (1853–1945) újságíró, műfordító, politikus, az Erdélyi Magyar Közművelődési Egyesület alapítója[44]
- Sárkány Ferenc (1822–1896) református kollégiumi tanár, 1848-as hadnagy[15]
- Sárkány Lajos (1860–1929) gimnáziumi igazgató[103]
- Octavian Şchiau (1930–2013) irodalomtörténész[87]
- Schilling János (1791–1859) mérnök[37]
- Schilling Lajos (1854–1921) történész[13]
- Semlyén Éva (1917–1980) tankönyvíró, műfordító[30]
- Semlyén István (1916–1987) jogász, szociológus[30]
- Senkálszky Endre (1914–2014) színművész[196]
- Mihai Șerban (1887–1947) közgazdász, a Mezőgazdasági Akadémia rektora[61]
- Sigmond Dezső (1844–1906) országgyűlési képviselő[150]
- Sigmond Elek (1810–1877), az első kolozsvári nagyiparos[150]
- Paul Sima (1932–1991) festőművész[79]
- Stela Simonetti-Grecul (1913–1974) operaénekesnő[66]
- Sissányi Erzsébet (1826–1898), Leiningen-Westerburg Károly, majd Bethlen József özvegye[6]
- Seprődi János (1874–1923) zenetudós[197]
- Somló Bódog (1873–1920) jogász, jogfilozófus, néprajzkutató, szociológus[97]
- Somlyai László (1919–1975) író[89]
- Somodi István (1885–1963) vármegyei főügyész, olimpiai érmes atléta, sportújságíró[88]
- Sőni Pál (1911–1981) író, kritikus, irodalomtörténész[60]
- Dominic Stanca (1892–1979) nőgyógyász, író[57]
- Radu Stanca (1920–1962) költő, író[13]
- Steiner Pál (1879–1959) orvos[5]
- Stöger Béla (1819–1895) zenetanár, karmester[80]
- Coriolan Suciu (1895–1967) történész[60]

## Sz

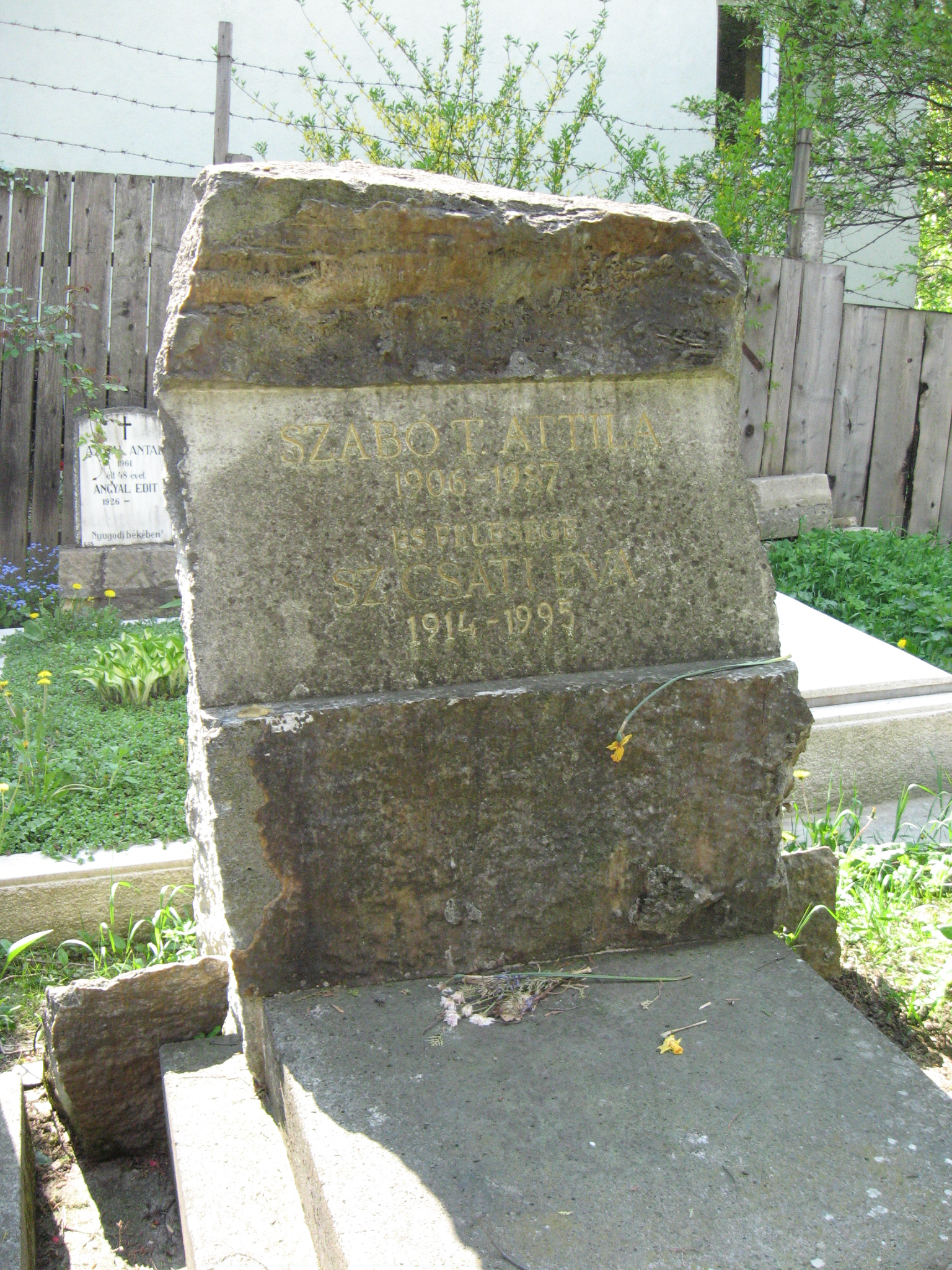
Szabó T. Attila

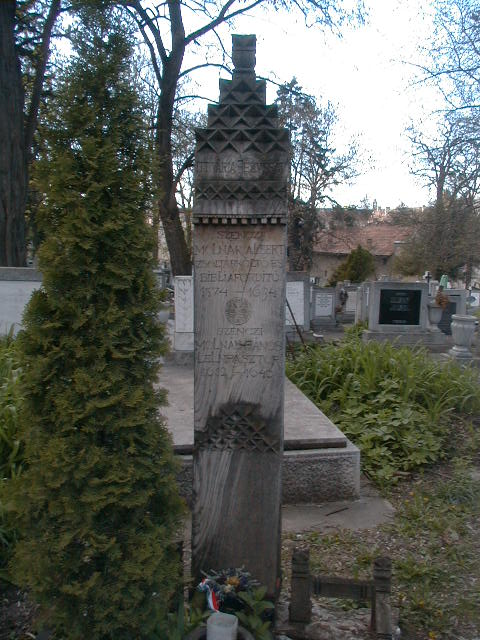
Szenczi Molnár Albert

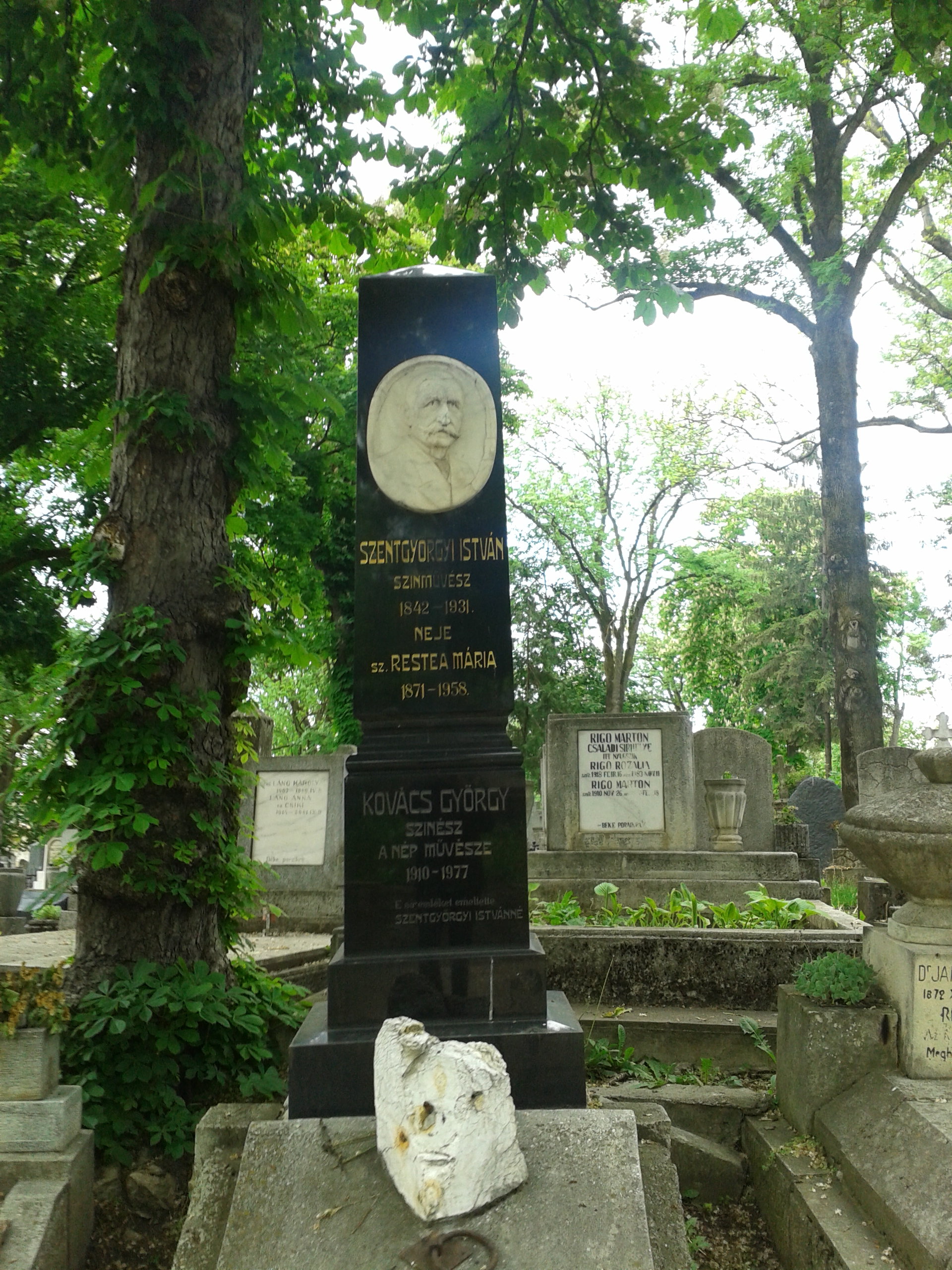
Szentgyörgyi István

- Szabédi László (1907–1959) költő[171]
- Gy. Szabó Béla (1905–1985) grafikus[198][51]
- Szabó Dénes (1856–1918) nőgyógyász, az egyetem rektora[96]
- Szabó Géza (1909–1996) zongoraművész[29]
- Szabó György (1920–2011) klasszika-filológus, irodalomtörténész[14]
- E. Szabó Ilona (1924–1993) rajztanár, művészetkritikus[50]
- Szabó János (1765–1858) királyi tanácsos, kolozsmonostori apát, olvasókanonok[37]
- Szabó József (1911–1995) biológiai szakíró[4]
- Szabó Károly (1824–1890) történész[151]
- Szabó T. Attila (1906–1987) nyelvész[199][31]
- Szabó Zoltán (1927–2007) nyelvész[14]
- Szádeczky-Kardoss Gyula (1860–1935) geológus, mineralógus, egyetemi tanár[143]
- Szádeczky-Kardoss Lajos (1860–1935) történész[143]
- Szakács Andor (1864–1924) színművész[63]
- Szamosi János (1840–1909) klasszika-filológus[12]
- Szanati József (1914–1973) operaénekes[110]
- Szász Béla (1840–1898) költő, műfordító[61]
- Szász Domokos (1838–1899) református püspök[23]
- Szász Ferenc (1893–1944) mezőgazdasági író, Kolozs vármegye alispánja[104]
- Szász István (1865–1934) mezőgazdász, szakíró[104]
- Szász István (1899–1973) gazdamérnök, szakíró[157]
- Szász István (1910–1981) újságíró[79]
- Szathmári Pap János (1658–1707) református lelkész[45][200]
- Szathmári Pap Mihály (1737–1812) református teológiai tanár, egyházi író[45]
- Szathmári Pap Zsigmond (1703–1760) református püspök[45]
- Szegő Júlia (1896–1987) zenei szakíró, Bartók-kutató[36]
- Székely Erzsébet (1922–2001) irodalomtörténész, tankönyvíró, műfordító[14]
- Székely Sándor (1797–1854) író, unitárius püspök[109]
- Székelyné Ungár Anikó (1790–1862) színésznő[89]
- Szenczi Molnár Albert (1574–1634) bibliafordító, zsoltáríró[201][202]
- V. Szendrei Júlia (1930–1976) irodalomtörténész[120]
- Szendrey Mihály (1902–1989) színművész[129]
- Szentábrahámi Lombard Mihály (1683–1758) unitárius püspök[26]
- Szentgyörgyi István (1842–1931) színész, rendező[89][8]
- Szentimrei Jenő (1891–1959) költő, író, kritikus[178][31]
- Szentimrei Judit (1921–2015) néprajzi szakíró[203]
- Szentiváni Mihály (1813–1842) költő, író, publicista[204][78]
- Szentkirályi Ákos (1851–1933) mezőgazdász, a Gazdasági Tanintézet Igazgatója[107]
- Szentkirályi Mihály (1771–1836) királybíró[107]
- Szentkirályi Zsigmond (1804–1870) bányamérnök, erdélyi bányakapitány, Kolozsvár polgármestere[107]
- Szentkirályi Zsigmond (1804–1870) orvos[107]
- Szervátiusz Károlyné Zattler Berta (1876–1928) Szervátiusz Jenő édesanyja
- Szigeti József (1912–1986) irodalomtörténész[153]
- Szilágyi Domokos (1938–1976) költő[36]
- Szilágyi Ferenc (1762–1828) református teológiai tanár[186]
- Szilágyi István (1911–1994) orvos[4]
- Szolnay Sándor (1893–1950) festőművész[112][24]
- Szombathelyi Béla (1858–1881) színész[150][8]
- Szopos Sándor (1881–1954) festőművész[18]
- Szőcs István (1928–2020) író, újságíró, szerkesztő[205]
- Sztojka László (1909–1986) költő, újságíró[30]
- Szvacsina Géza (1849–1917) Kolozsvár polgármestere[7]

## T

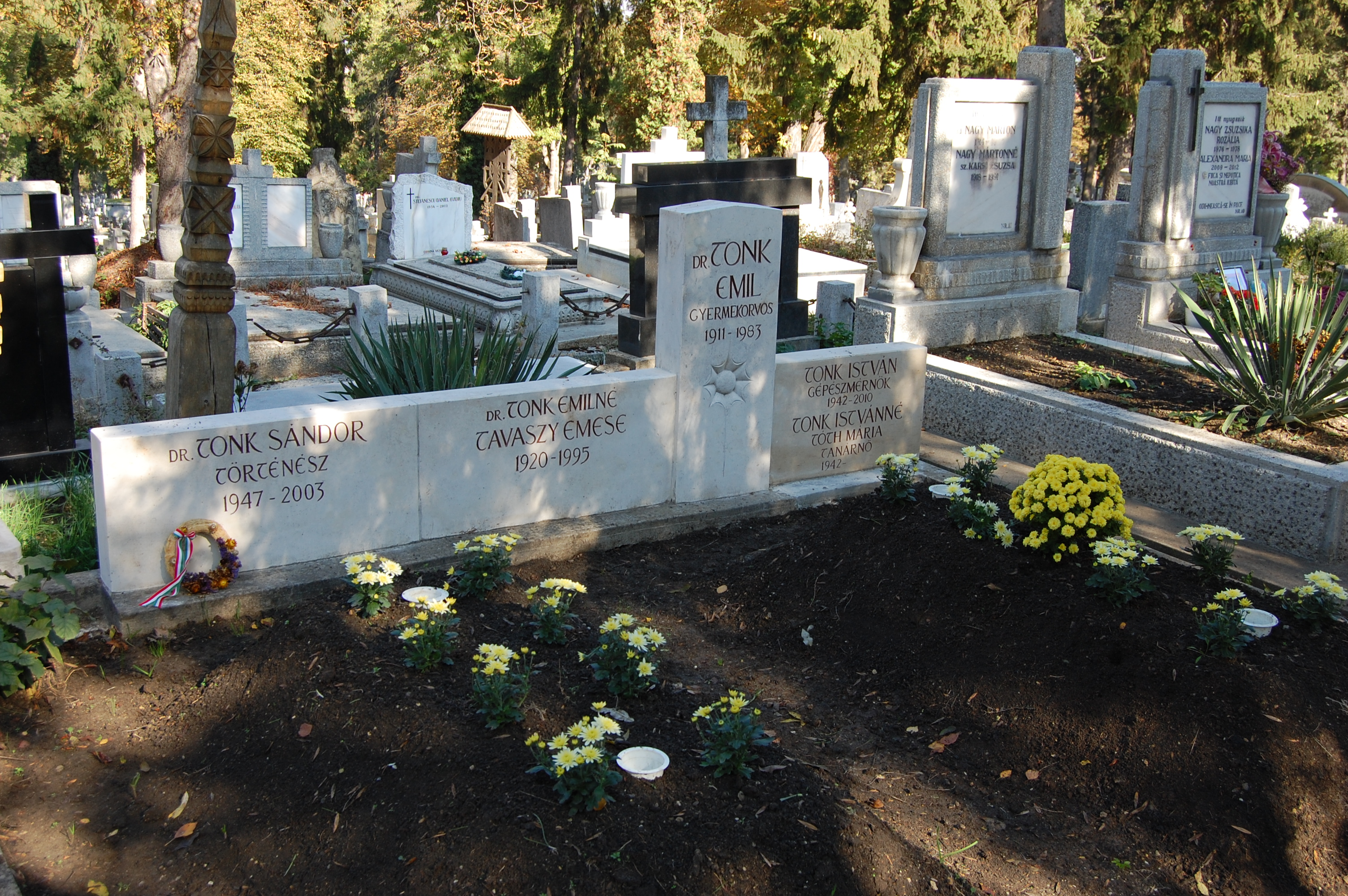
Tonk Sándor és családja

- Tamás Gáspár (1914–1978) író[99]
- Tavaszy Sándor (1888–1951) filozófiai író, református teológiai tanár[3]
- Tárcza Bertalan (1882–1950) zeneszerző[143]
- Gróf Teleki Ádám (1900–1972)[180]
- Tessitori Nóra (1888–1956) szavaló- és előadóművész[5]
- Johann Tilsch (1774–1863) Kolozsvár első könyvkiadója és könyvkereskedője[55]
- Tolnai János (?–1637) szűcsmester, főbíró[206]
- Tompa István (1924–1996) közgazdász, politikus, író[4]
- Tompa János (1866–1922) városi főorvos[40]
- Tonk Emil (1911–1983) gyermekgyógyász[36]
- Tonk István (1942–2010) gépészmérnök
- Tonk Sándor (1947–2003) történész
- Tordai Mihály (1892–1974) építész[33]
- Tóth Elek (1873–1944) színművész[207]
- Tóth István (1892–1964) grafikus[51]
- Tóth Samu (1918–1967) könyvtervező művész[99]
- T. Tóth Sándor (1913–2007) matematikatörténész[27]
- Tőkés Elek (1955–2009) magyartanár
- Török István (1849–1918) kollégiumi igazgató, református főiskolai tanár, történész[83]
- Török Zoltán (1893–1963) geológus[80]
- Trefán Leonárd (1874–1945) ferences házfőnök, a Szent Bonaventura-nyomda alapítója[208]
- Treiber János (1913–1975) geológus, vulkanológus[5]
- Tulogdy János (1891–1979) földrajztudós[83]
- Tunyogi Csapó József (1789–1858) jogász, a református kollégium rektora[20]

## U, Ú

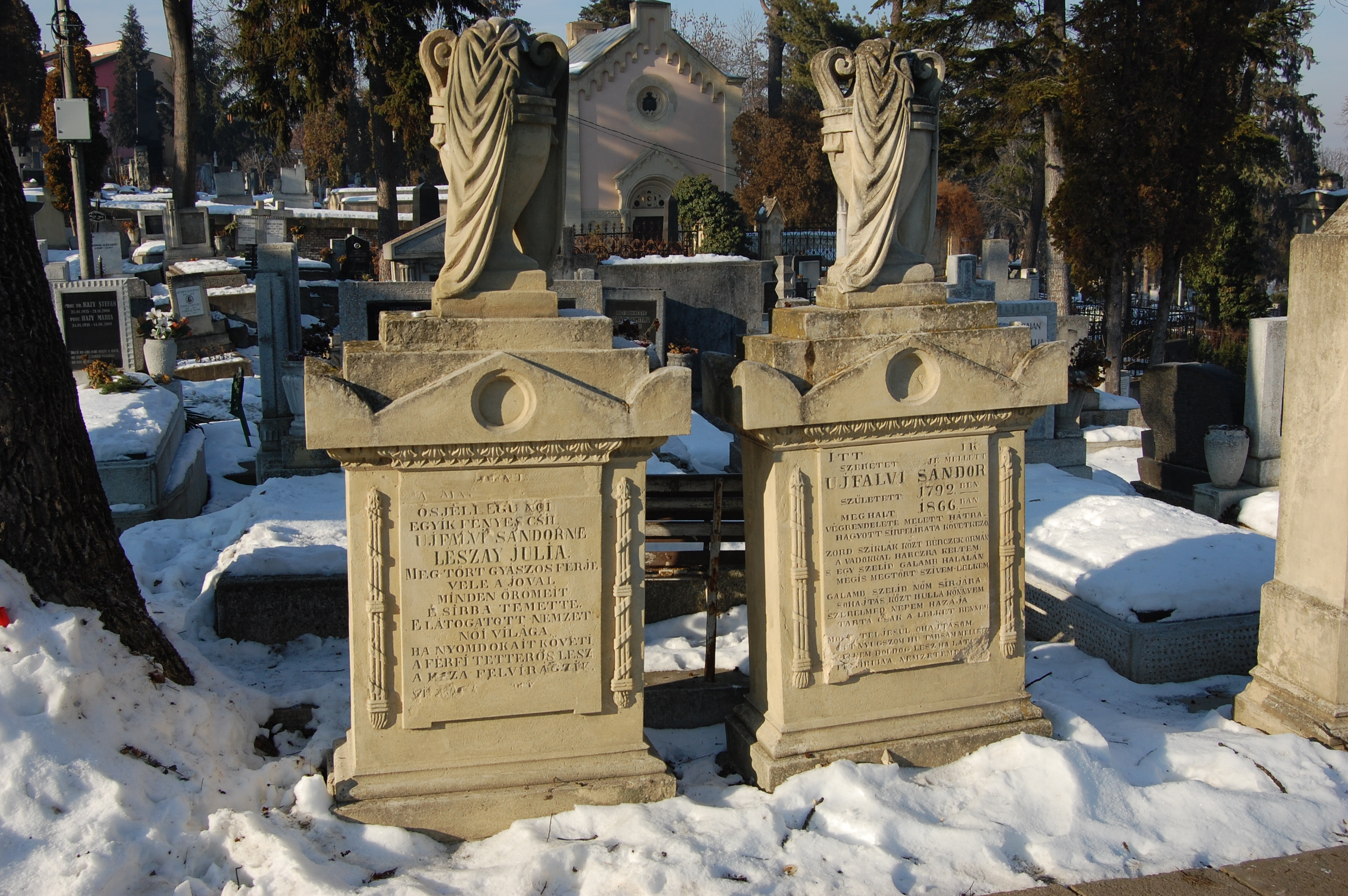
Újfalvi Sándor és felesége

- Constantin Ujeciu (1890–1963) operaénekes[79]
- Újfalvi Sándor (1792–1866) emlékíró, vadász[209][210]
- Nicolae Ursu (1905–1969) zeneszerző, folklorista[110]

## Ü, Ű
- Ürmösi Kálmán (1847–1923) unitárius lelkész, egyházi író[3]
- Ürmösi Károly (1874–1953) unitárius lelkész, egyházi író[3]

## V

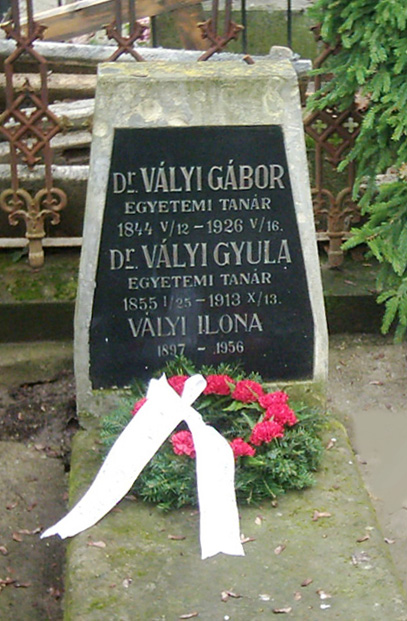
Vályi Gábor és Vályi Gyula

- Váczy Kálmán (1913–1992) jogász, botanikus, szótárszerkesztő[33]
- Váczy Leona (1913–1995) bibliográfus[4]
- Vadas József (1804–1871) református lelkész, esperes[211]
- Vadász Zoltán (1926–1989) színész, előadóművész[190]
- Vajda Gyula (1843–1909) művelődéstörténész[61]
- Vajda Lajos (1926–1990) gazdaságtörténész[120]
- Valentiny Antal (1883–1948) bibliográfus, könyvtárigazgató[89]
- Vályi Gábor (1844–1926) jogász[107]
- Vályi Gyula (1855–1913) matematikus[107]
- Várady Miklós (1848–1941) színész[79]
- Vámszer Géza (1896–1976) néprajzkutató[2][3]
- Vámszer Márta (1927–2000) nyelvész[14]
- Augustin Vancea (1892–1973) geológus[6]
- Várady Aurél (1868–1931) ügyvéd, az Országos Magyar Párt egyik vezetője[13]
- Varga Béla (1886–1942) unitárius püspök[13]
- Vári Albert (1868–1953) unitárius lelkész, egyházi író, főiskolai oktató, szerkesztő[53]
- Vásárhelyi János (1888–1960), református püspök, író[208]
- Vass Albert (1863–1912) papnevelő intézeti tanár, szentszéki tanácsos[143]
- Constantin Velluda (1893–1978) anatómus, antropológus[71]
- Venczel József (1913–1972) társadalomkutató, író
- Veress Ferenc (1832–1916) fényképész, feltaláló[71]
- Veress Ferenc (1877–1962) bőrgyógyász, egyetemi tanár[157]
- Veress Pál (1929–2002) festő, grafikus, egyetemi adjunktus
- Versényi György (1852–1918) költő, pedagógus[63]
- Vetró Artúr (1919–1992) szobrász, festő, grafikus, egyetemi tanár
- Teofil T. Vescan (1913–1963) fizikus, egyetemi tanár[211]
- Viski János (1676–1734) református lelkész[212]
- Vitályos András (1901–1981) orvos[110]
- Mircea Vremir (1932–1991) festőművész[66]

## W
- Walter Gyula (1892–1965) költő, szerkesztő[49]
- Gróf Wass Ottília (1829–1917) költő, mecénás[55]
- Wesselényi Miklós (1845–1916) politikus, Szilágy vármegye főispánja[6]
- Wissowati András (1686 vagy 1687–1735), a Kolozsvárra menekült lengyel unitáriusok lelkésze[213][16]

## X
- id. Xántus János (1888–1962) földrajztanár[71]
- ifj. Xántus János (1917–1982) természettudós, író[71]
- Xántusné Paull Aranka (1889–1961) tanár, földrajzi tankönyvíró[71]

## Z
- Zörgő Benjamin (1916–1980) lélektani szakíró[23]

## Zs
- Zsemlyei János (1936–2003) nyelvész[14]
- Zsizsmann Rezső (1885–1941) orgonaművész[71]